# Calendário hagiológico

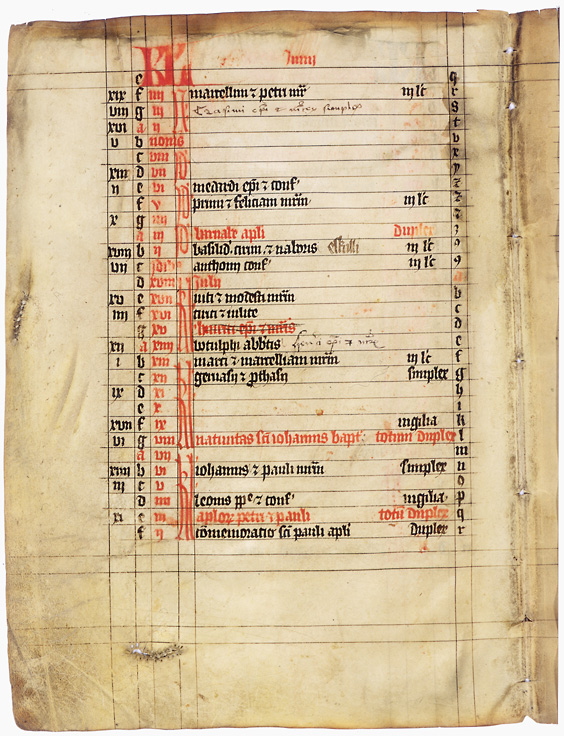
Um fragmento de manuscrito do século XIV utilizado pelos dominicanos do convento finlandês de Turku, mostrando o calendário litúrgico para o mês de junho

Este é um calendário hagiológico (de santos) ou efémerides dos santos ou santoral composto por uma seleção de santos das principais famílias denominacionais cristãs, principalmente a católica.
Para o calendário litúrgico oficial do rito romano da Igreja Católica, ver Calendário Romano Geral. Para a forma histórica dada a esse Calendário por ordem do Concílio de Trento, ver Calendário tridentino.
| Conteúdo |

## Janeiro

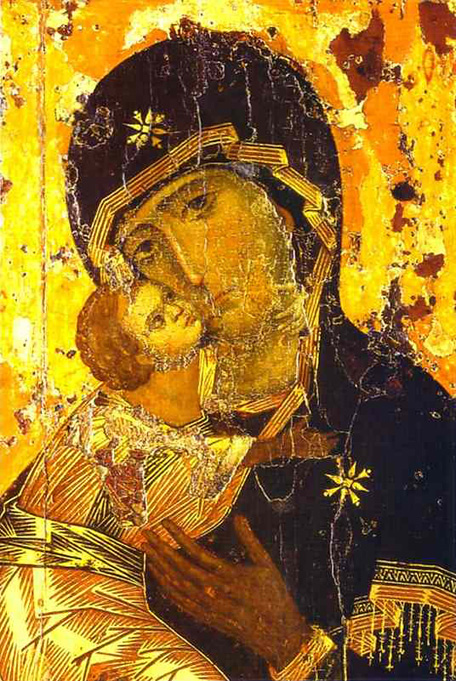
Santa Maria, Mãe de Deus

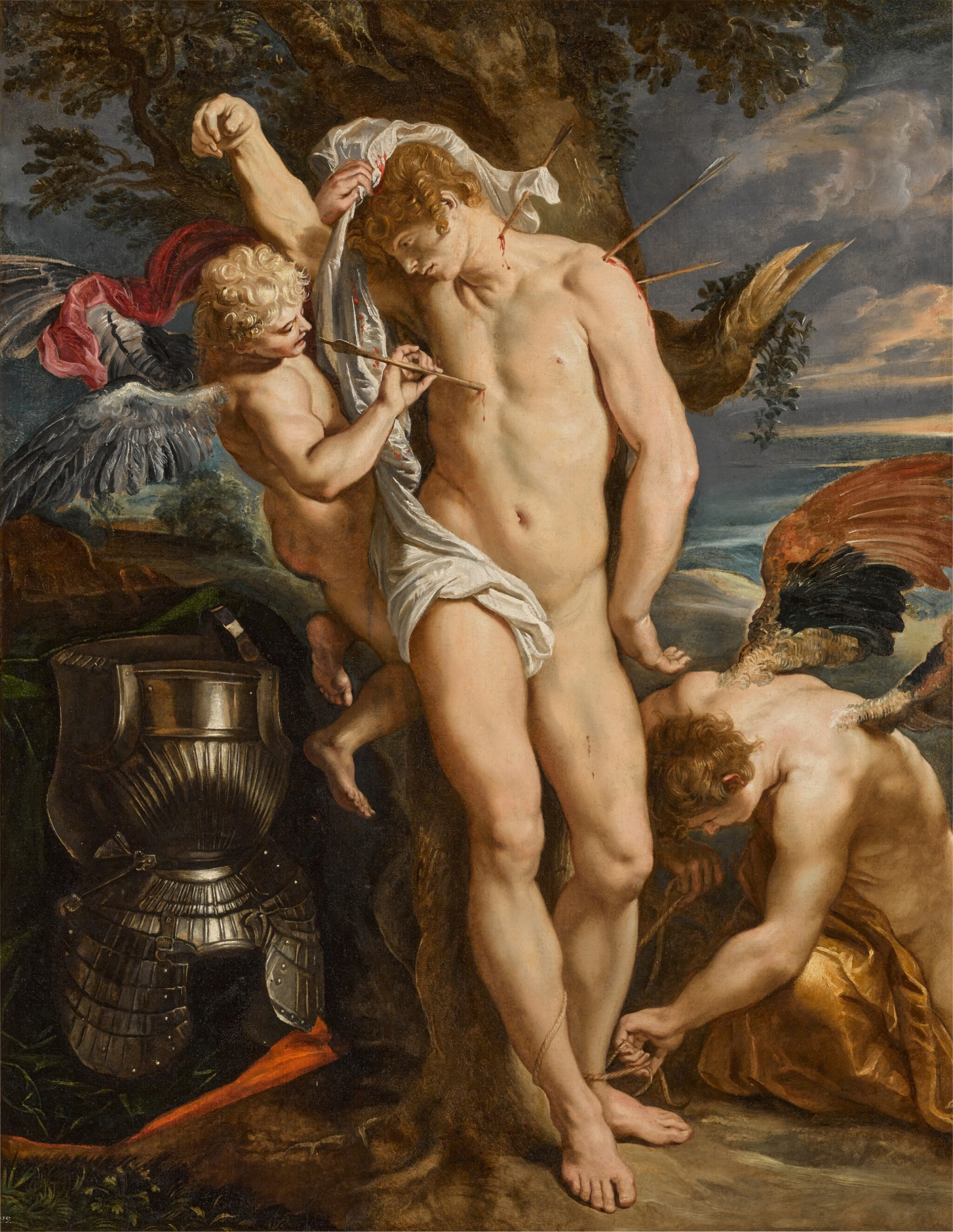
São Sebastião

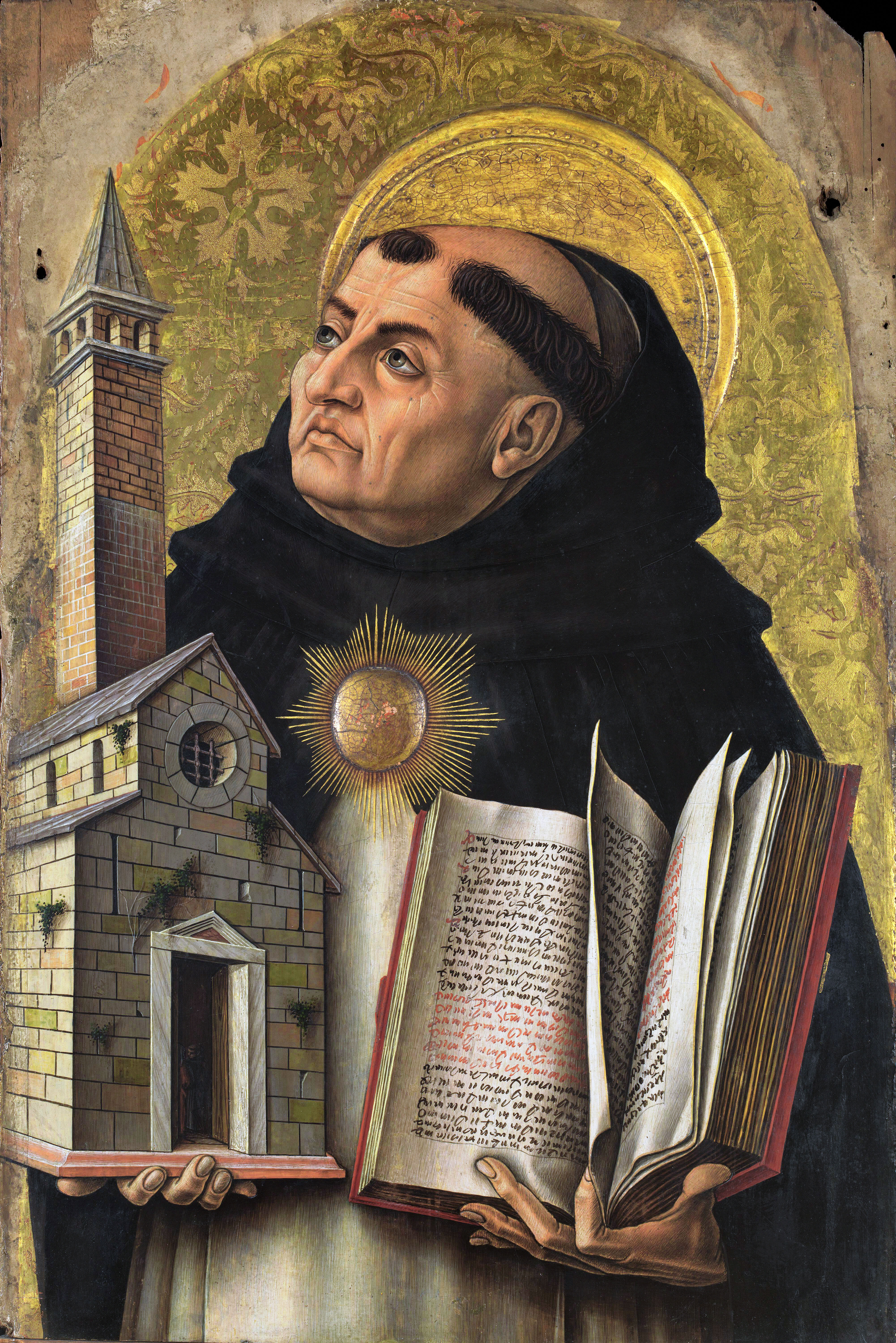
Santo Tomás de Aquino

- 01. Santa Maria, Mãe de Deus – solenidade
- 02. Santos Basilio Magno e Gregório de Nazianzo, bispos e doutores da Igreja – memória
- 03. Santíssimo Nome de Jesus
- 04. Santa Ângela de Foligno, mística
- 05. São João Neumann, bispo
- 06. Epifania do Senhor – solenidade
- 07. São Raimundo de Peñafort, presbítero
- 08. São Severino de Nórica, abade
- 09. Santo André Corsini, bispo
- 10. São Gonçalo de Amarante, presbítero
- 11. São Vital de Gaza, monge
- 12. Santo Elredo de Rievaulx, abade
- 13. Santo Hilário de Poitiers, bispo e doutor da Igreja
- 14. São Félix de Nola, mártir
- 15. Santo Amaro, abade
- 16. São Marcelo I, papa
- 17. Santo Antão, abade – memória
- 18. Santa Margarida da Hungria
- 19. São Vulstano, bispo
- 20. São Sebastião, mártir
- 21. Santa Inês, virgem e mártir – memória
- 22. São Vicente de Saragoça, diácono e mártir
- 23. Santa Emerenciana, virgem e mártir
- 24. São Francisco de Sales, bispo e doutor da Igreja – memória
- 25. Conversão de São Paulo, apóstolo – festa
- 26. Santos Roberto, Alberico e Estevão, abades
- 27. Santa Angela Merici, virgem
- 28. Santo Tomás de Aquino, presbítero e doutor da Igreja – memória
- 29. Santo Andrei Rublev, monge
- 30. Santa Martina, virgem e mártir
- 31. São João Bosco, presbítero – memória

## Fevereiro

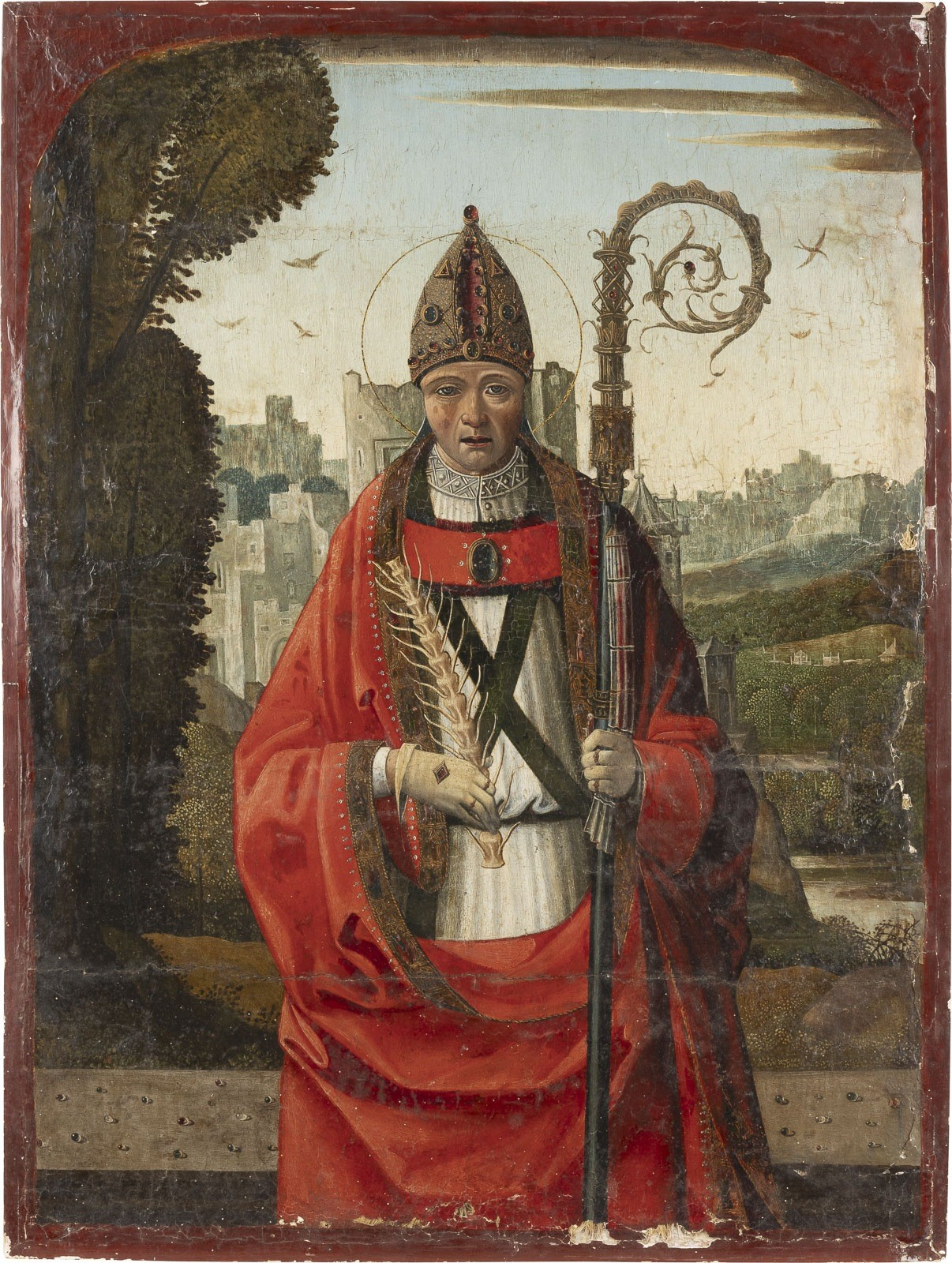
São Brás

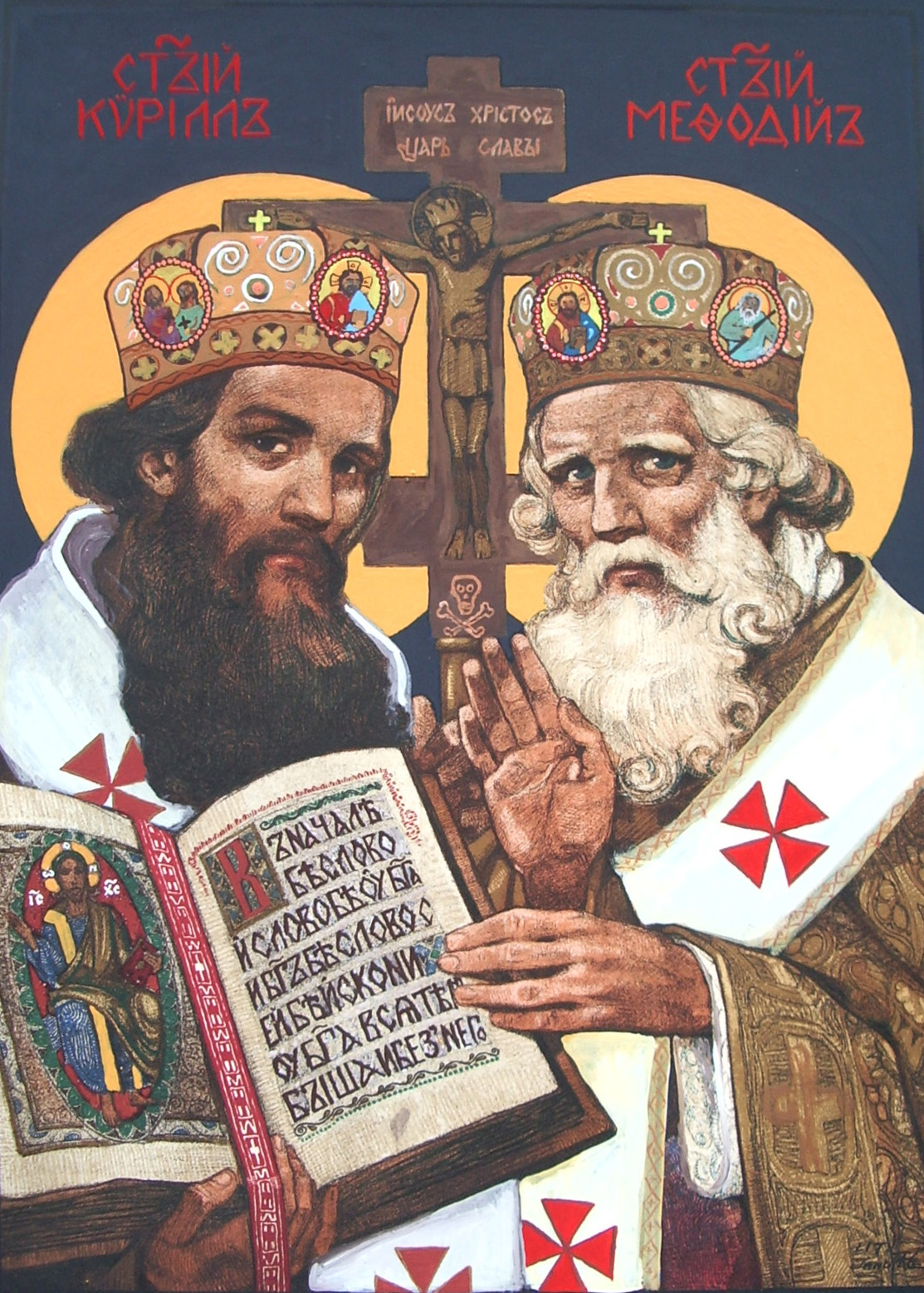
Santos Cirilo e Metódio

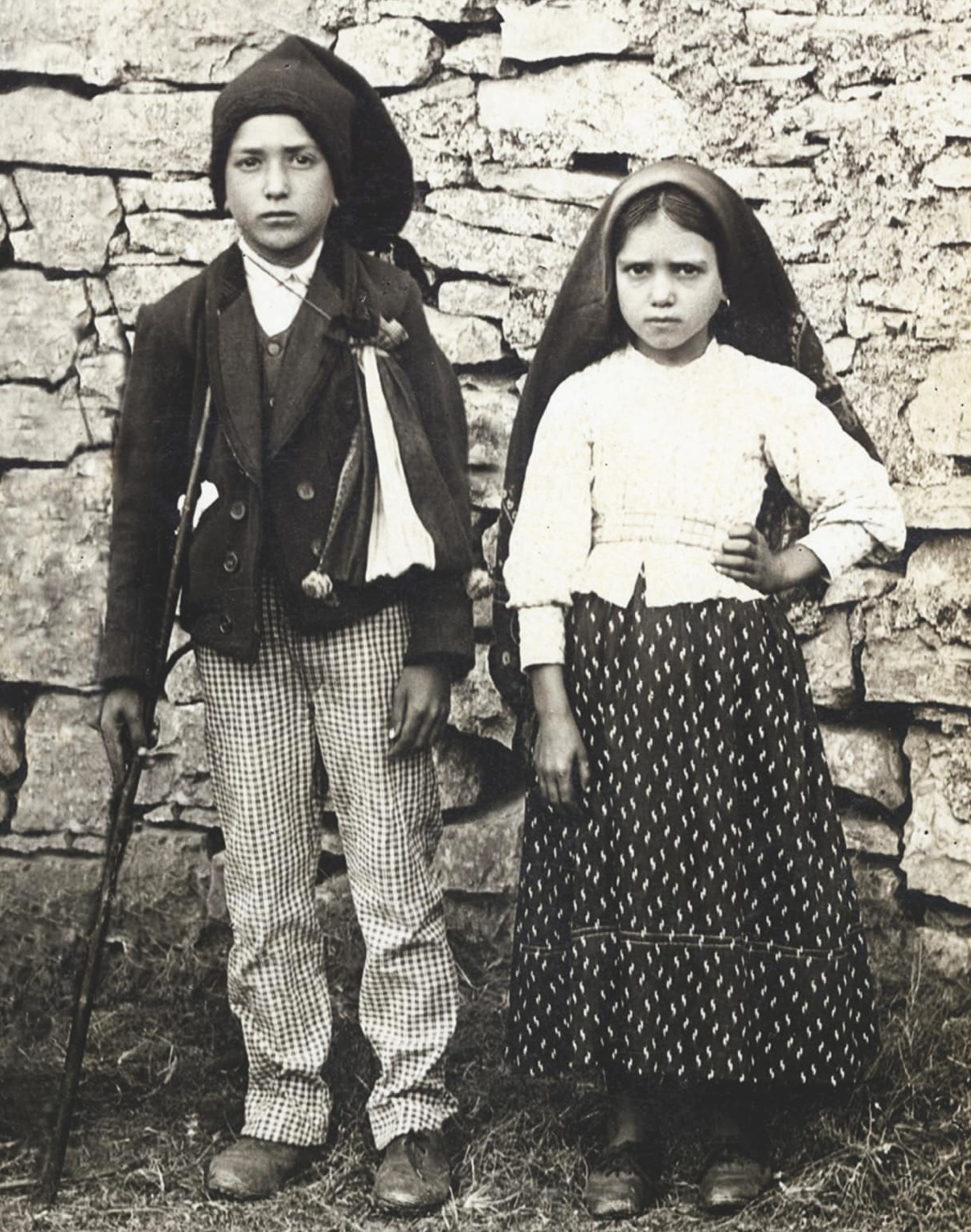
Santos Francisco e Jacinta Marto

- 01. Santa Brígida da Irlanda, virgem
- 02.  Apresentação do Senhor – festa
- 03. São Brás, bispo e mártir
- 04. São João de Brito, presbítero e mártir
- 05. Santa Águeda, virgem e mártir – memória
- 06. Santos Paulo Miki e companheiros, mártires – memória
- 07. Beato Pio IX, papa
- 08. Santa Josefina Bakhita, virgem
- 09. Beata Anna Catarina Emmerich, virgem
- 10. Santa Escolástica, virgem – memória
- 11. Nossa Senhora de Lourdes
- 12. Santa Eulália, virgem e mártir
- 13. Santa Catarina de Ricci, virgem
- 14. Santos Cirilo, monge, e Metódio, bispo – memória
- 15. Os 21 Mártires Coptas da Líbia
- 16. São José Allamano, presbítero
- 17. Sete Santos Fundadores da Ordem Servita
- 18. São Teotónio, bispo
- 19. São Conrado, eremita
- 20. Santos Francisco e Jacinta Marto, pastorinhos de Fátima
- 21. São Pedro Damião, bispo e doutor da Igreja
- 22. Cátedra de São Pedro, apóstolo – festa
- 23. São Policarpo, bispo e mártir – memória
- 24. São Sérgio, mártir
- 25. Santa Valburga, virgem
- 26. Santo Alexandre I, patriarca
- 27. São Gregório de Narek, abade e doutor da Igreja
- 28. São Serapião, bispo
- 29. São João Cassiano, monge

## Março
- 01. São David, bispo
- 02. Santa Inês de Praga, virgem
- 03. Santa Cunegunda
- 04. São Casimiro de Cracóvia
- 05. São Lúcio I, papa
- 06. Santa Rosa de Viterbo, virgem

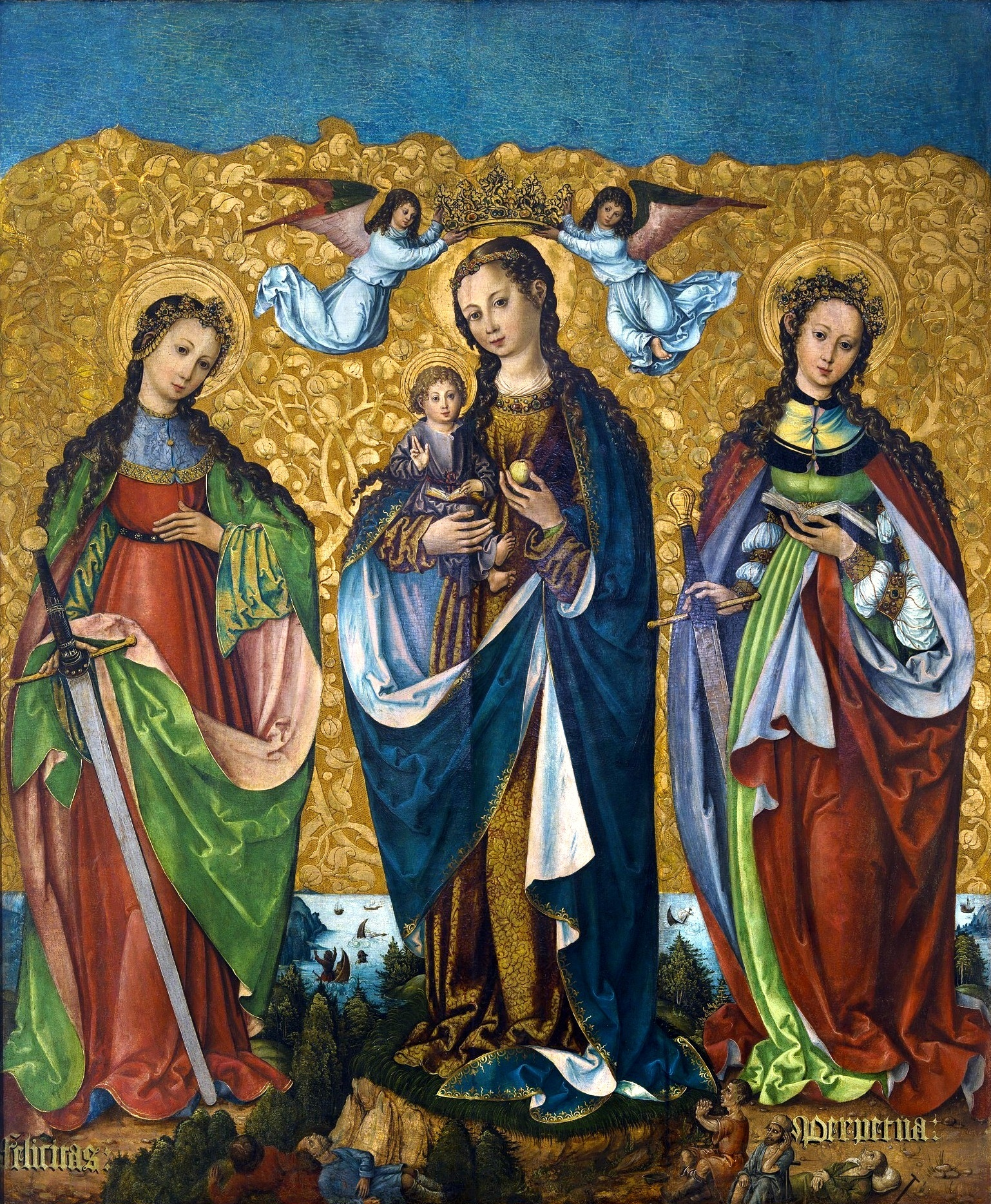
Santas Perpétua e Felicidade

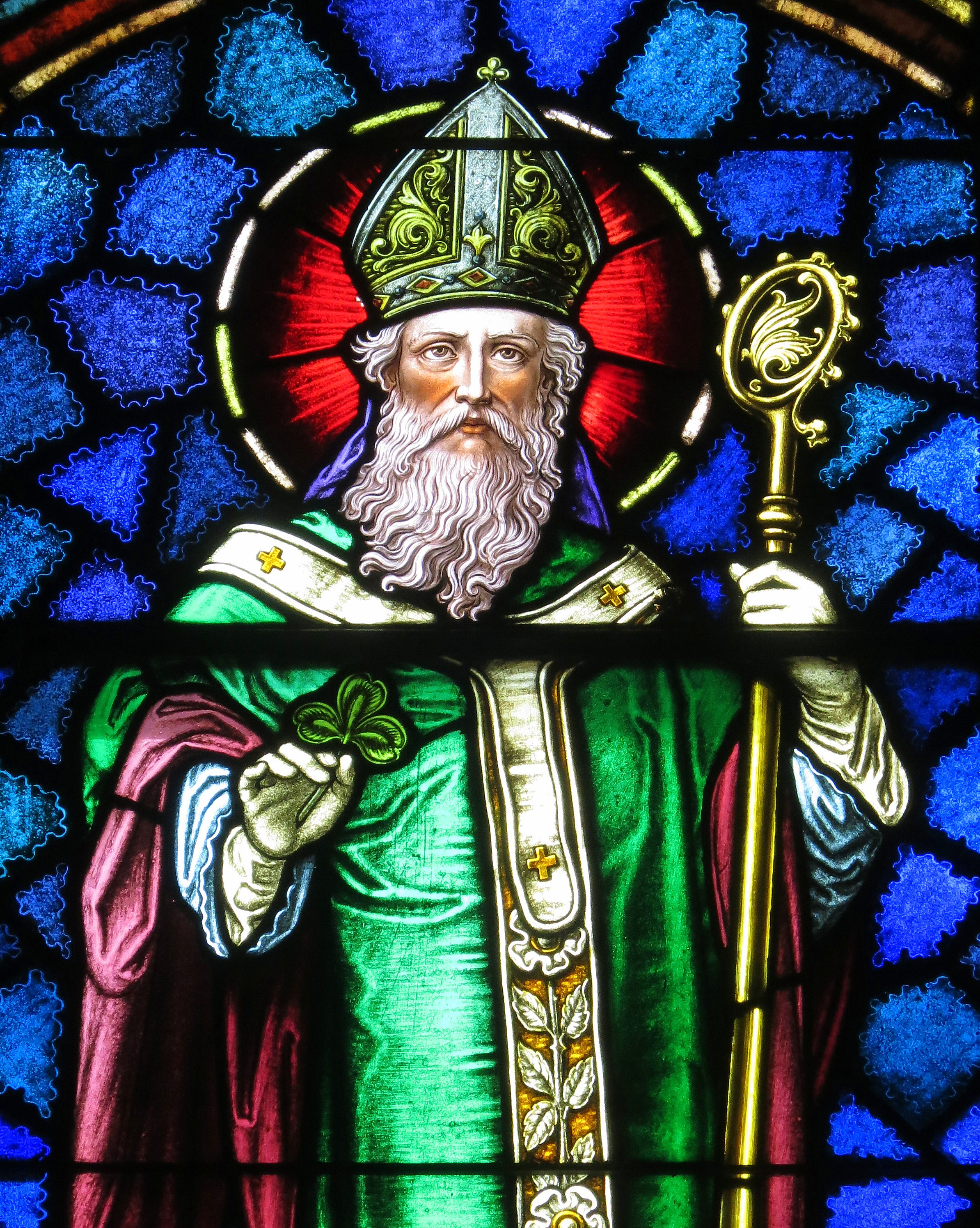
São Patrício

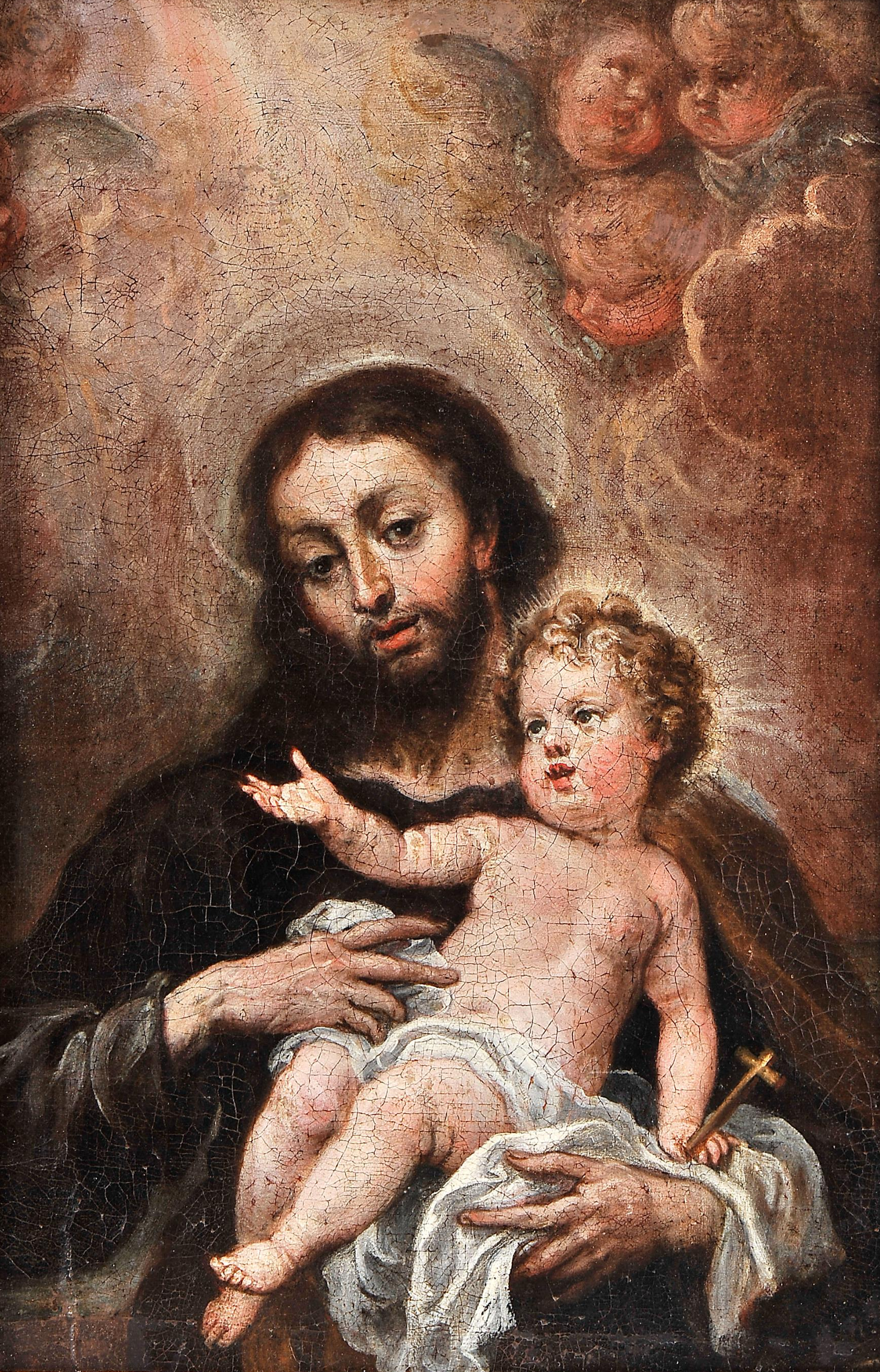
São José

- 07. Santas Perpétua e Felicidade, mártires – memória
- 08. São João de Deus, religioso
- 09. Santa Francisca Romana, religiosa
- 10. Quarenta Mártires de Sebaste
- 11. Santo Eulógio, mártir
- 12. São Luís Orione, presbítero
- 13. São Rodrigo, mártir
- 14. Santo Antônio de Categeró, religioso
- 15. Santo Artemide Zatti
- 16. São José Gabriel del Rosario Brochero, presbítero
- 17. São Patrício, bispo
- 18. São Cirilo de Jerusalém, bispo e doutor da Igreja
- 19. São José, esposo da Virgem Maria – solenidade
- 20. São Martinho de Dume, bispo
- 21. São Nicolau de Flüe, eremita
- 22. São Zacarias, papa
- 23. São Toríbio, bispo
- 24. Santo Óscar Romero, bispo e mártir
- 25. Anunciação do Senhor – solenidade
- 26. Santa Lúcia Filippini, virgem
- 27. São Ruperto de Salzburgo, bispo
- 28. São Gontrão de Borgonha, confessor
- 29. São Bertoldo da Calábria, eremita
- 30. São Quirino de Neuss, mártir
- 31. Santa Balbina, virgem e mártir

## Abril

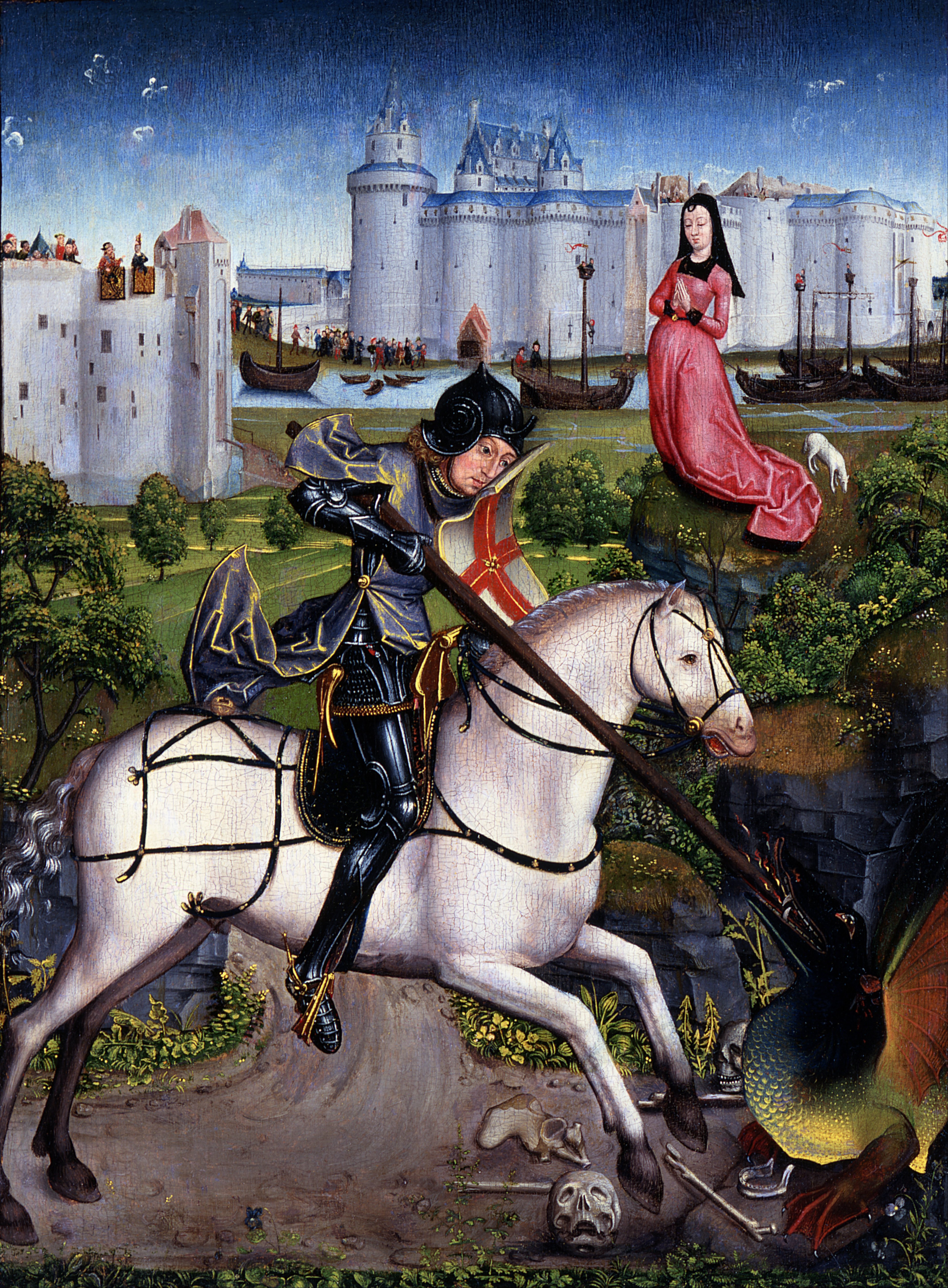
São Jorge

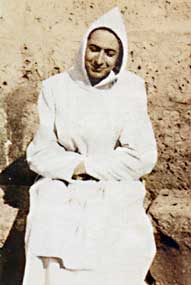
São Rafael Arnaiz Barón

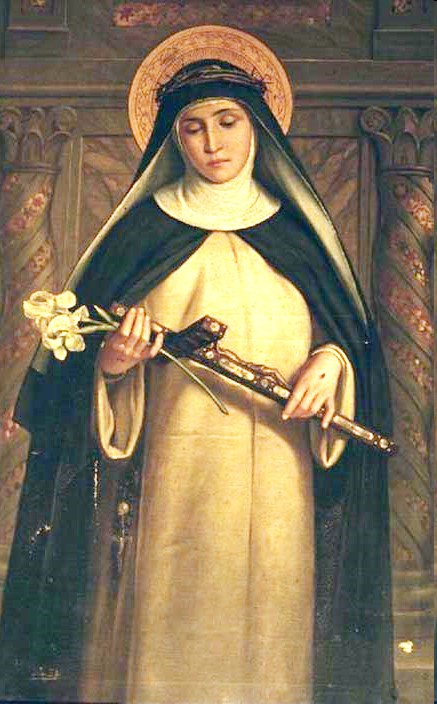
Santa Catarina de Siena

- 01. São Ludovico Pavoni, presbítero
- 02. São Francisco de Paula, eremita
- 03. São Ricardo, bispo
- 04. Santo Isidoro, bispo e doutor da Igreja
- 05. São Vicente Ferrer, presbítero
- 06. São Pedro de Verona, presbítero e mártir
- 07. São João Batista de La Salle, presbítero – memória
- 08. São Dionísio, bispo
- 09. Santa Maria de Cléofas
- 10. São Fulberto, bispo
- 11. Santa Gemma Galgani, virgem
- 12. São Giuseppe Moscati
- 13. Santa Margarida de Castello, virgem
- 14. Santa Lidvina, virgem
- 15. São Damião de Molokai, presbítero
- 16. Santa Bernadette Soubirous, virgem
- 17. Santa Catarina Tekakwitha, virgem
- 18. Santo Apolônio, bispo e mártir
- 19. Santo Expedito, mártir
- 20. Santa Inês de Montepulciano, virgem
- 21. Santo Anselmo, bispo e doutor da Igreja
- 22. Santa Maria do Egito, eremita
- 23. São Jorge, mártir
- 24. Santa Elisabeth Hesselblad, virgem
- 25. São Marcos, evangelista – festa
- 26. São Rafael Arnaiz Barón, eremita
- 27. Santa Zita, virgem
- 28. Santa Gianna Beretta Molla
- 29. Santa Catarina de Siena, virgem e doutor da Igreja – memória
- 30. São Pio V, papa

## Maio
- 01. São José Operário

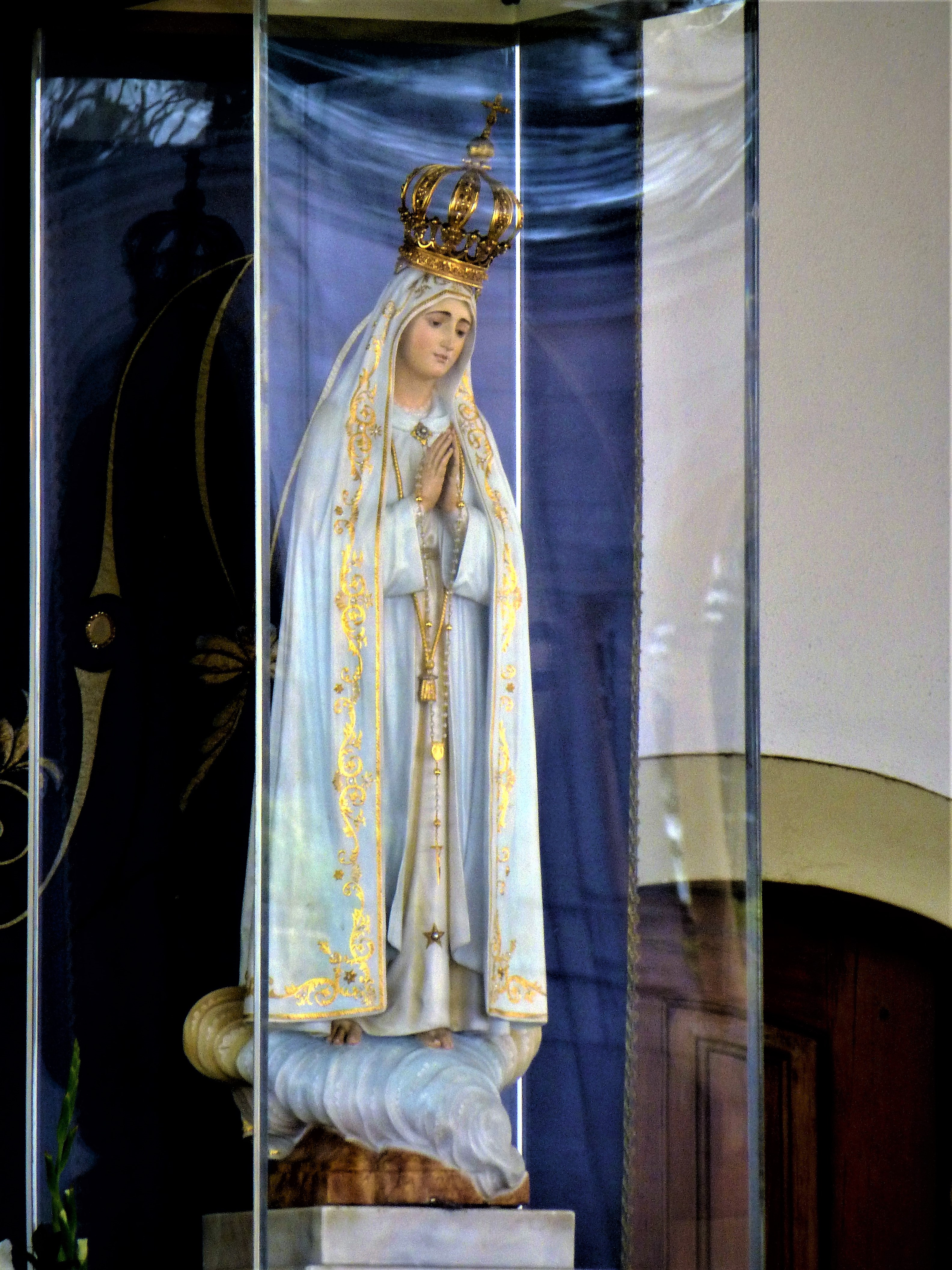
Nossa Senhora de Fátima

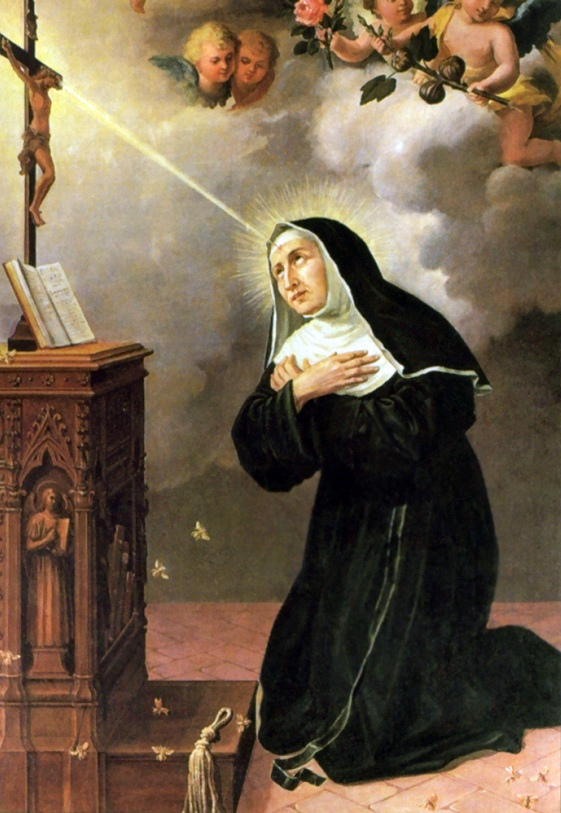
Santa Rita de Cássia

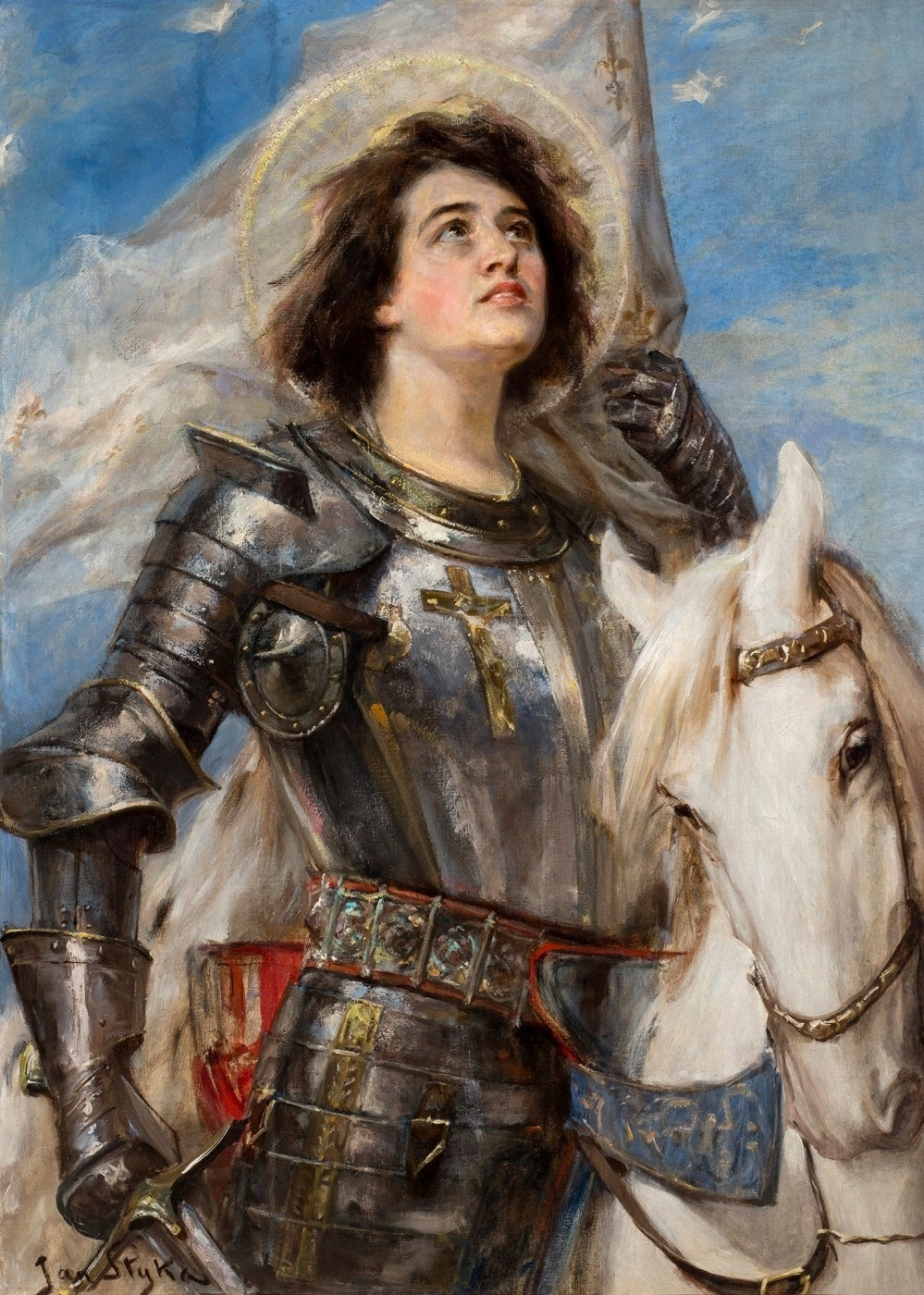
Santa Joana d'Arc

- 02. Santo Atanásio, bispo e doutor da Igreja – memória
- 03. Santos Filipe e Tiago, apóstolos – festa
- 04. São Peregrino, religioso
- 05. São Nunzio Sulprizio
- 06. São Domingos Sávio
- 07. Santa Flávia Domitila, virgem e mártir
- 08. São Bonifácio IV, papa
- 09. São Pacômio, abade
- 10. São João de Ávila, presbítero e doutor da Igreja
- 11. São Francisco de Girolamo, presbítero
- 12. Santos Nereu e Aquileu, mártires
- 13. Nossa Senhora de Fátima
- 14. São Matias, apóstolo – festa
- 15. Santa Joana de Lestonnac, virgem
- 16. São Simão Stock, religioso
- 17. São Pascoal Bailão, religioso
- 18. São João I, papa e mártir
- 19. Santo Ivo de Kermartin
- 20. São Bernardino de Siena, presbítero
- 21. Santos Cristóvão de Magalhães e companheiros, mártires
- 22. Santa Rita de Cássia, religiosa
- 23. São João Batista de Rossi, presbítero
- 24. Nossa Senhora Auxiliadora
- 25. São Beda, presbítero e doutor da Igreja
- 26. São Filipe Néri, presbítero – memória
- 27. Santo Agostinho de Cantuária, bispo
- 28. São Germano, bispo
- 29. São Paulo VI, papa
- 30. Santa Joana d'Arc, virgem e mártir
- 31. Visitação da Virgem Maria – festa

## Junho
- 01. São Justino, mártir – memória

São Tomás More

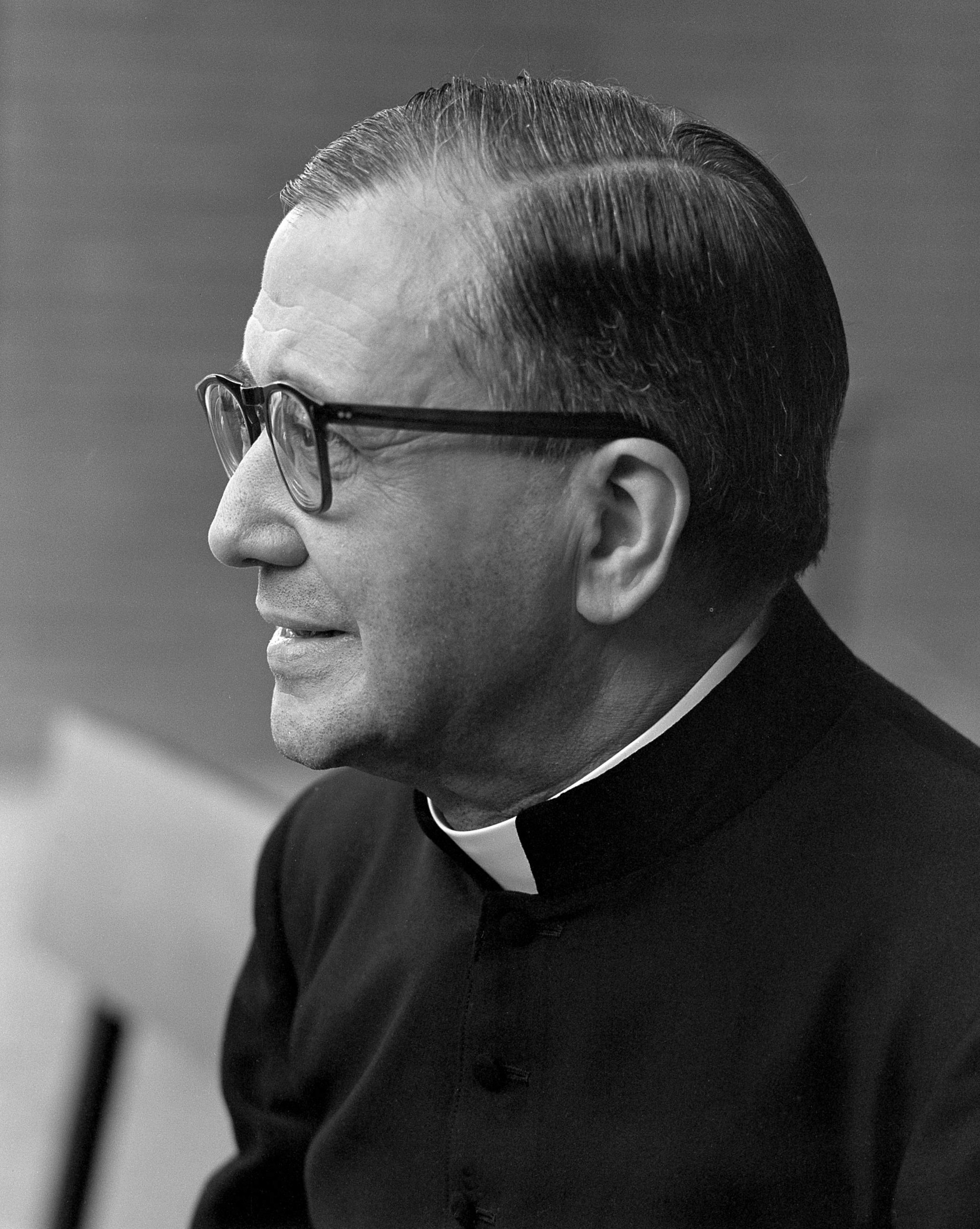
São Josemaría Escrivá

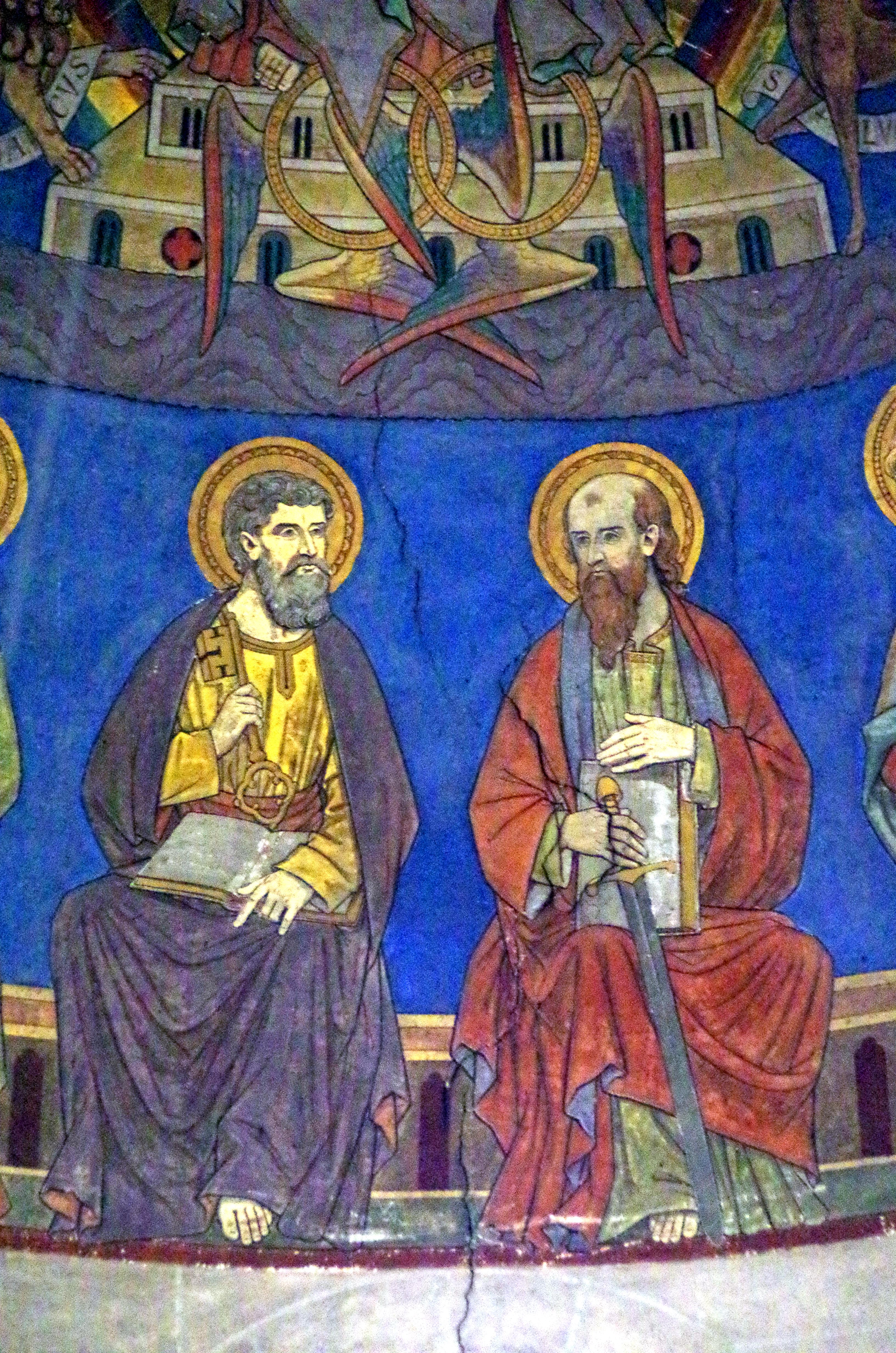
Santos Pedro e Paulo

- 02. Santos Marcelino e Pedro, mártires
- 03. Santos Carlos Lwanga e companheiros, mártires – memória
- 04. São Crispim, religioso
- 05. São Bonifácio, bispo e mártir – memória
- 06. São Marcellin Champagnat, presbítero
- 07. Santo Antonio Maria Gianelli, bispo
- 08. São Maximino, bispo
- 09. Santo José de Anchieta, presbítero
- 10. Santo Anjo da Guarda de Portugal
- 11. São Barnabé, apóstolo – memória
- 12. Santo Onofre, eremita
- 13. Santo António de Lisboa, presbítero e doutor da Igreja – memória
- 14. Beata Nhá Chica, virgem
- 15. Beata Albertina Berkenbrock, virgem e mártir
- 16. Beato Donizetti Tavares, presbítero
- 17. São Manuel, mártir
- 18. Santa Marina, monge
- 20. Santa Florentina, virgem
- 21. São Luís Gonzaga, religioso – memória
- 22. Santos João Fisher, bispo e mártir, e Tomás More, mártir
- 23. São José Cafasso, presbítero
- 24. Natividade de São João Batista – solenidade
- 25. Nossa Senhora Rainha da Paz
- 26. São Josemaría Escrivá, presbítero
- 27. São Cirilo de Alexandria, bispo e doutor da Igreja
- 28. Santo Ireneu, bispo, mártir e doutor da Igreja – memória
- 29. Santos Pedro e Paulo, apóstolos – solenidade
- 30. Santos Protomártires de Roma

## Julho
- 01. São Teodorico, abade
- 02. São Pedro de Luxemburgo, bispo
- 03. São Tomé,  apóstolo – festa
- 04. Santa Isabel de Portugal

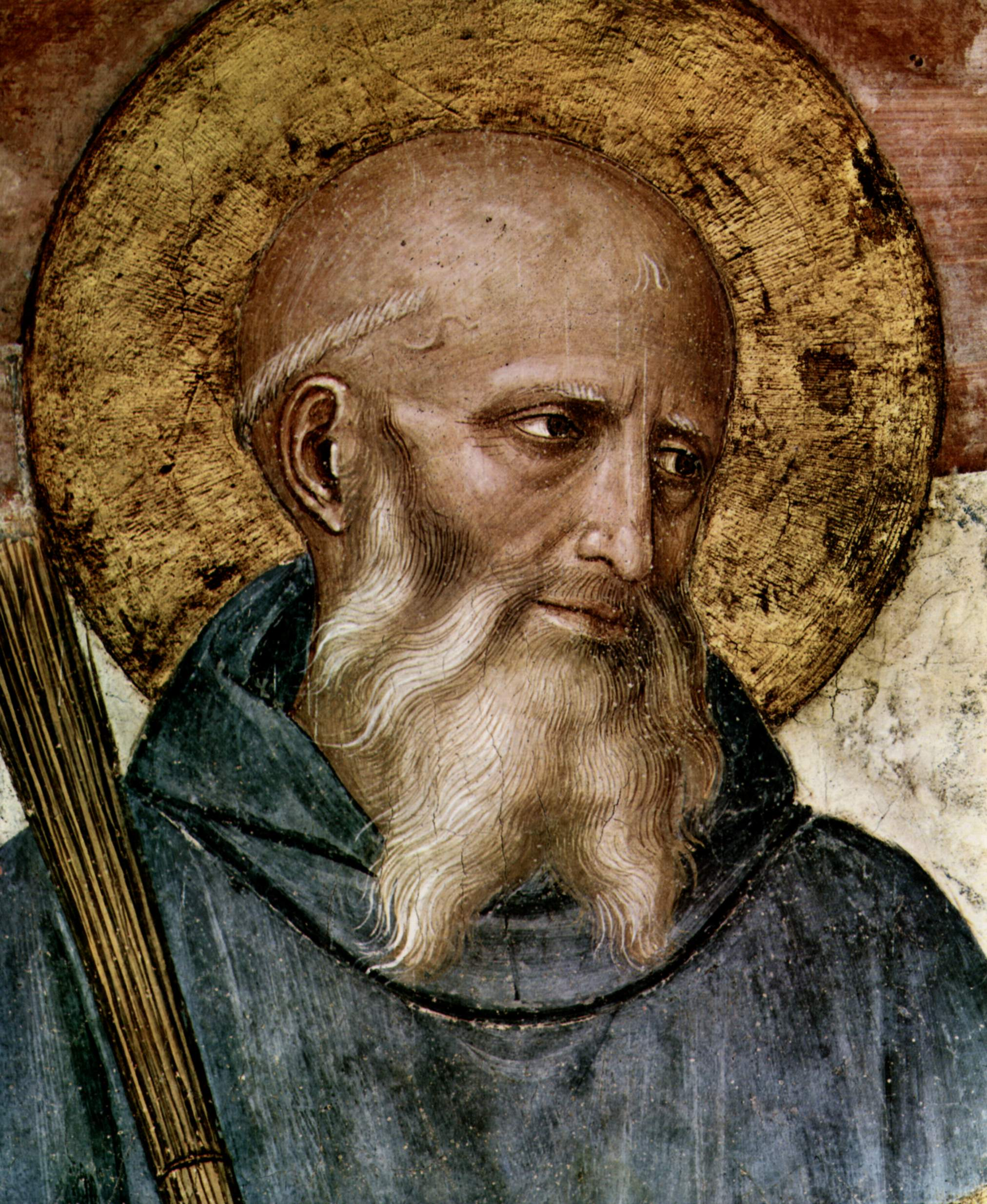
São Bento

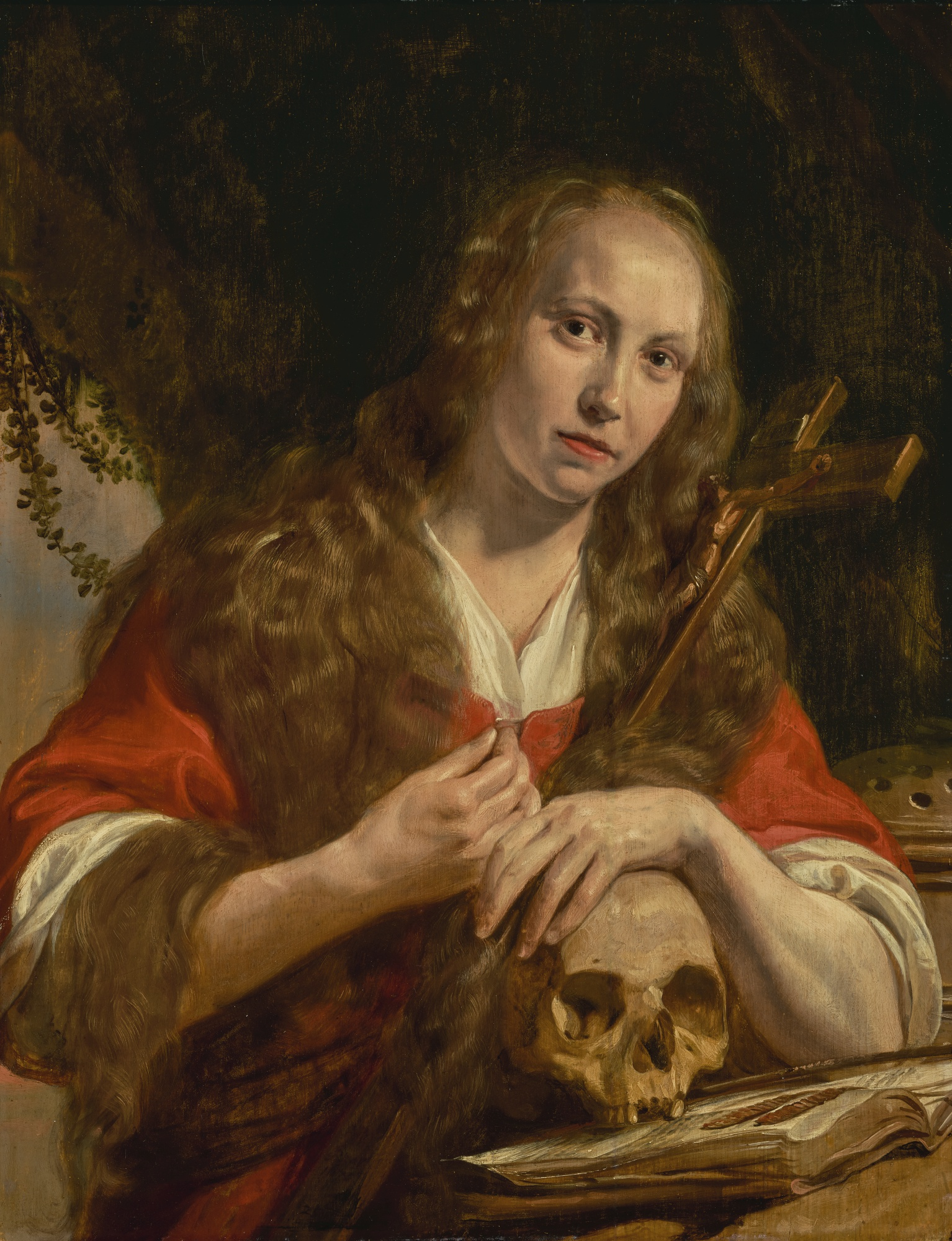
Santa Maria Madalena

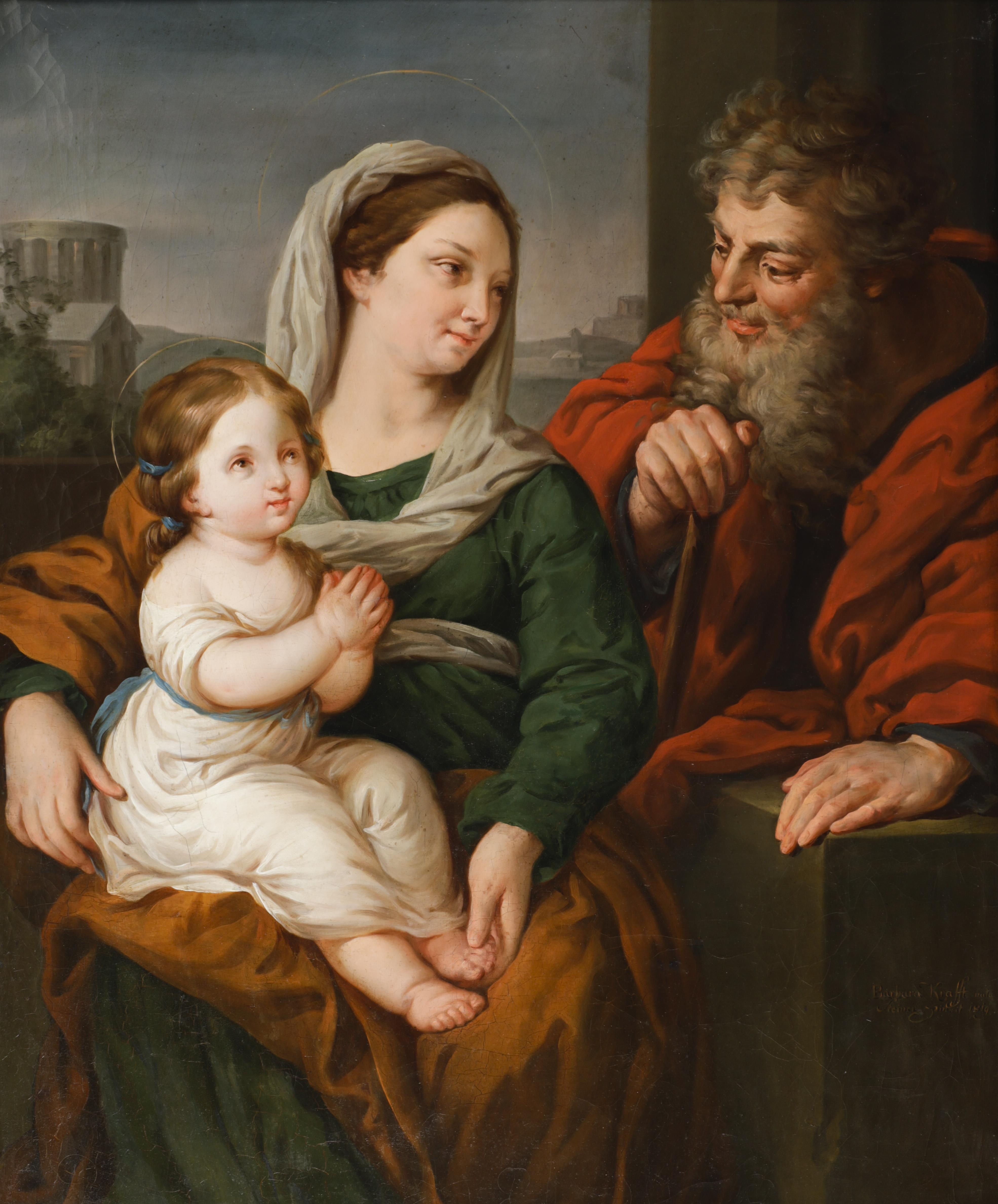
Santos Joaquim e Ana

- 05. Santo Antônio Maria Zaccaria, presbítero
- 06. Santa Maria Goretti, virgem e mártir
- 07. Beatos Józef e Wiktoria Ulma com sete filhos, mártires
- 08. Santos Priscila e Áquila, mártires
- 09. Santa Paulina, virgem
- 10. Santa Verônica Giuliani, virgem
- 11. São Bento, abade – memória
- 12. Santos Luís e Zélia Martin
- 13. Santa Teresa dos Andes, virgem
- 14. São Camilo de Lellis, presbítero
- 15. São Boaventura, bispo e doutor da Igreja – memória
- 16. Nossa Senhora do Carmo
- 17. Santas Teresa de Santo Agostinho e companheiras, mártires
- 18. Santo Arnulfo, bispo
- 19. São Símaco, papa[1]
- 20. Santa Margarida de Antioquia, virgem e mártir
- 21. São Lourenço de Brindisi, presbítero e doutor da Igreja
- 22. Santa Maria Madalena – festa
- 23. Santa Brígida da Suécia, religiosa
- 24. São Charbel Makhlouf, eremita
- 25. São Tiago Maior, apóstolo – festa
- 26. Santos Joaquim e Ana, pais da Virgem Maria – memória
- 27. São Titus Brandsma, presbítero e mártir
- 28. São Vítor I, papa
- 29. Santos Marta, Maria e Lázaro – memória
- 30. São Pedro Crisólogo, bispo e doutor da Igreja
- 31. Santo Inácio de Loyola, presbítero – memória

## Agosto

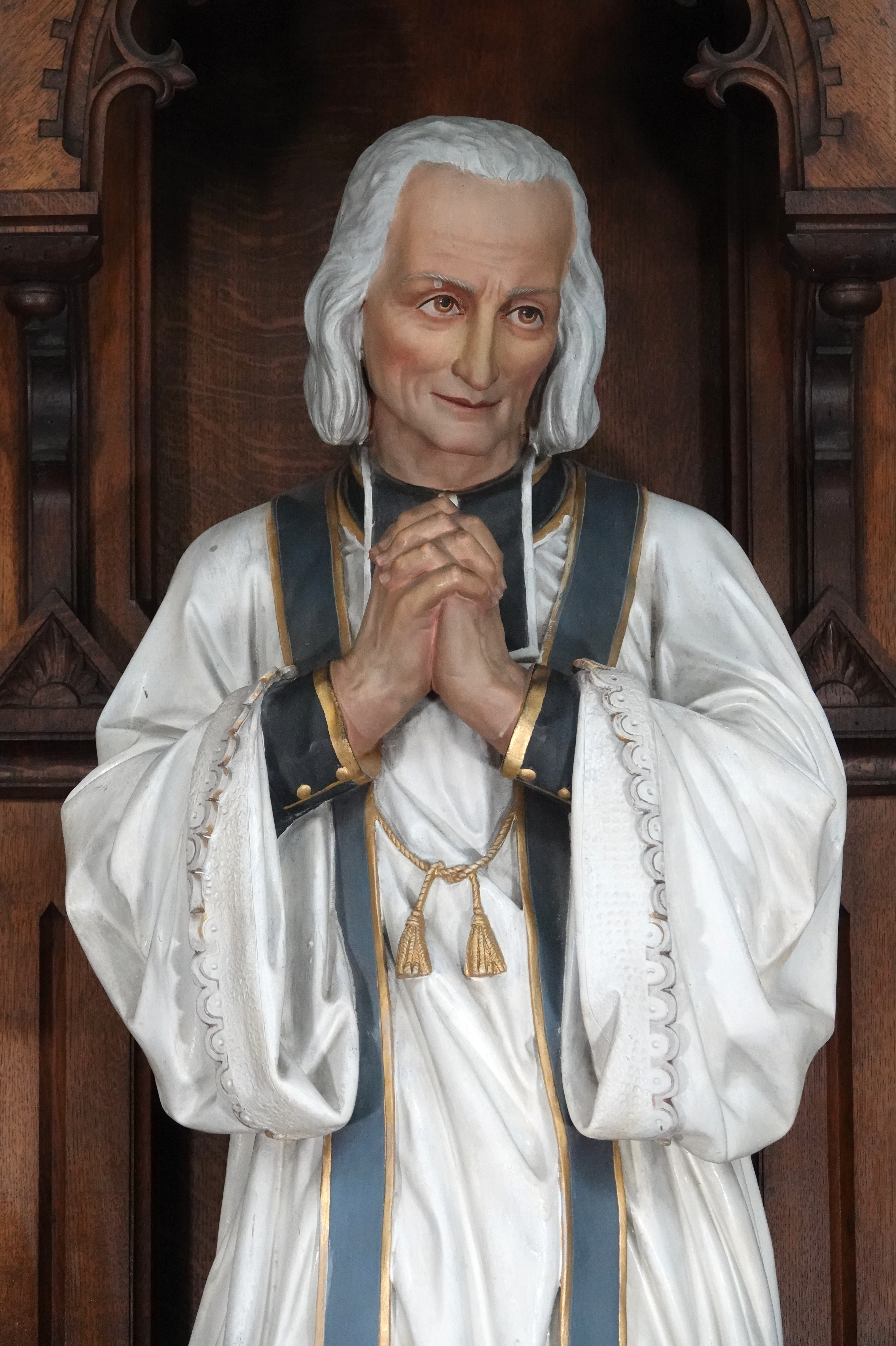
São João Maria Vianney

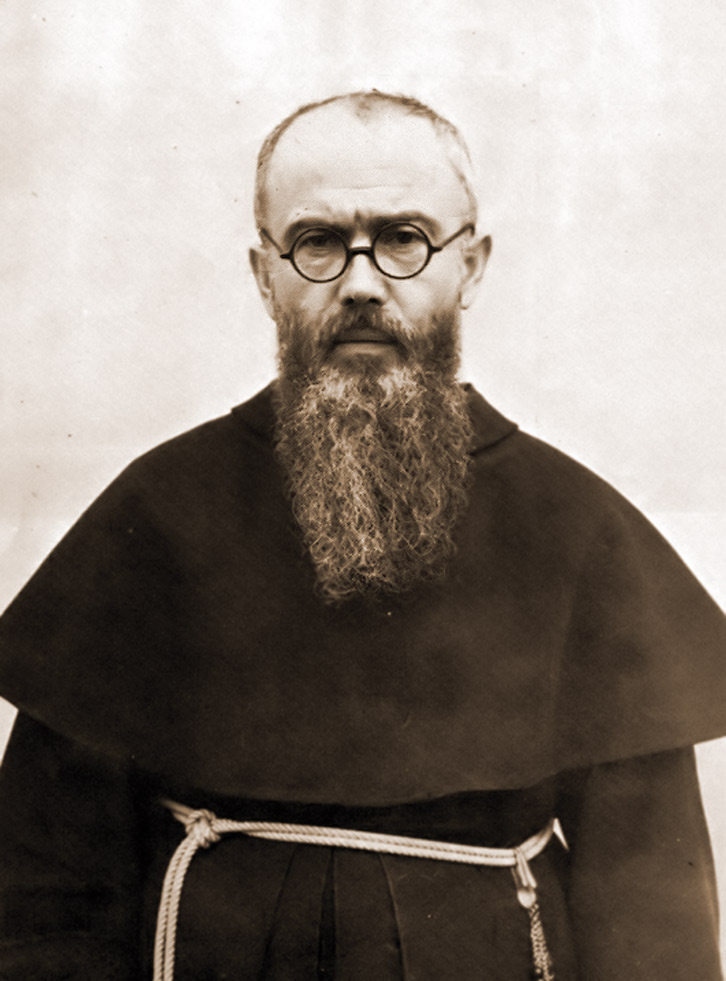
São Maximiliano Maria Kolbe

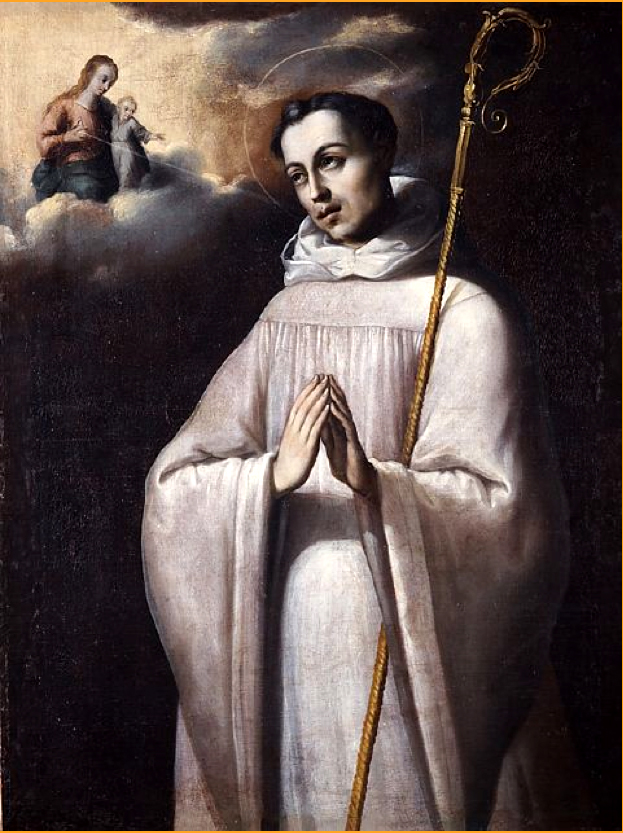
São Bernardo de Claraval

- 01. Santo Afonso de Ligório, bispo e doutor da Igreja – memória
- 02. São Pedro Julião Eymard, presbítero
- 03. Santo Eufrônio, bispo
- 04. São João Maria Vianney, presbítero – memória
- 05. Dedicação da Basílica de Santa Maria Maior
- 06. Transfiguração do Senhor – festa
- 07. Santos Sisto II, papa, e companheiros
- 08. São Domingos de Gusmão, presbítero – memória
- 09. Santa Teresa Benedita da Cruz, virgem e mártir
- 10. São Lourenço, diácono e mártir – festa
- 11. Santa Clara, virgem – memória
- 12. Santa Joana Francisca de Chantal, religiosa
- 13. Santa Dulce dos Pobres, virgem
- 14. São Maximiliano Maria Kolbe, presbitero e mártir – memória
- 15. Assunção da Virgem Maria – solenidade
- 16. Santo Estêvão da Hungria
- 17. São Jacinto de Cracóvia, presbítero
- 18. Santa Helena
- 19. São João Eudes, presbítero
- 20. São Bernardo de Claraval, abade e doutor da Igreja – memória
- 21. São Pio X, papa – memória
- 22. Nossa Senhora Rainha – memória
- 23. Santa Rosa de Lima, virgem
- 24. São Bartolomeu, apóstolo – festa
- 25. São Luís IX de França
- 26. Beato João Paulo I, papa
- 27. Santa Mônica – memória
- 28. Santo Agostinho, bispo e doutor da Igreja – memória
- 29. Martírio de São João Batista – memória
- 30. Santa Narcisa de Jesús, virgem
- 31. São Raimundo Nonato

## Setembro

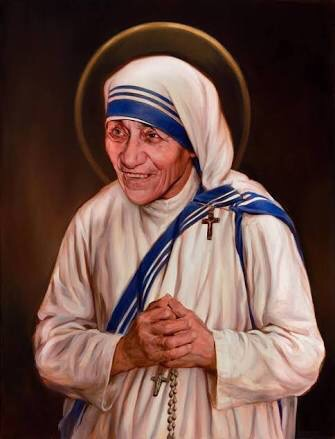
Santa Teresa de Calcutá

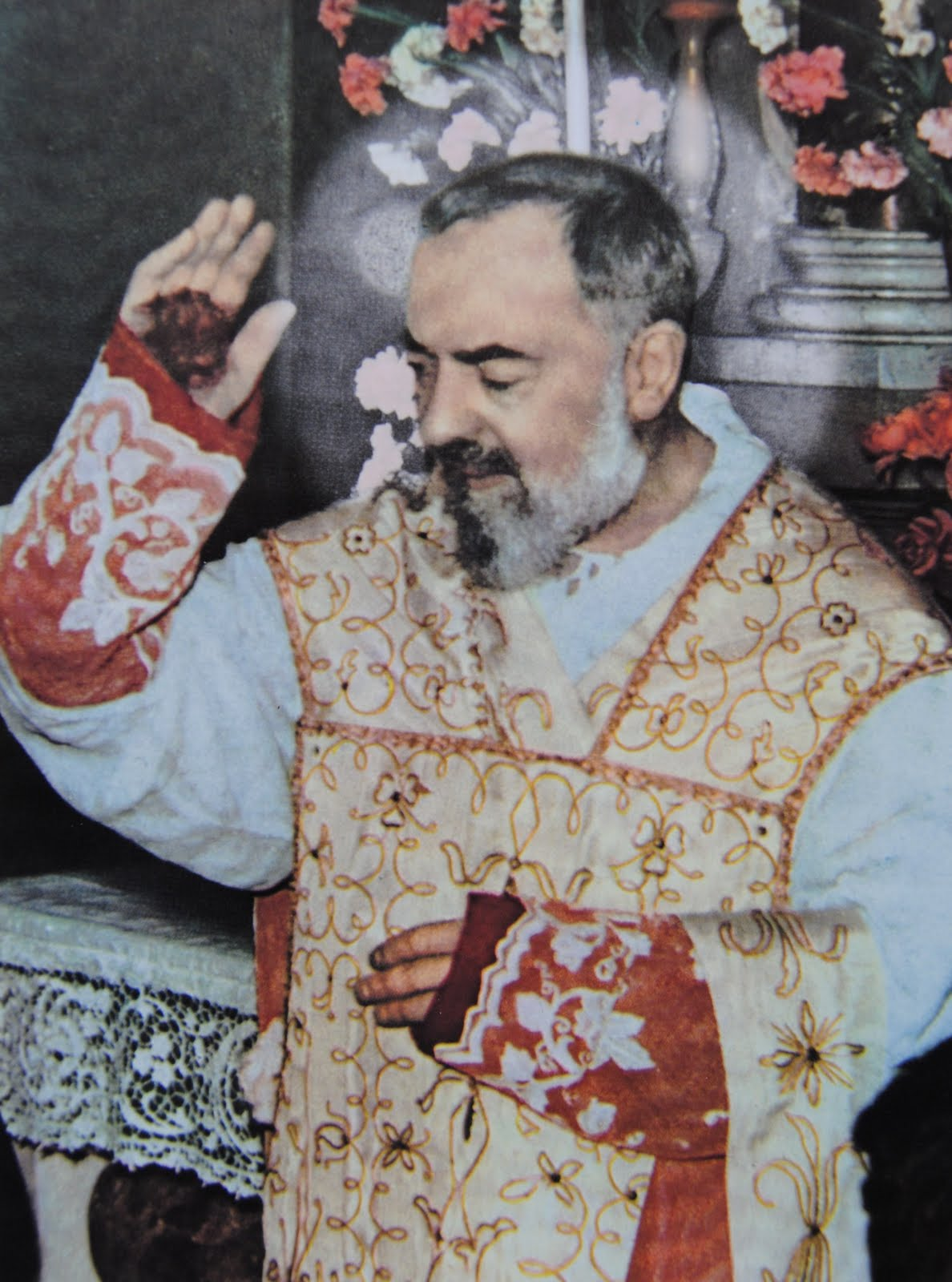
São Pio de Pietrelcina

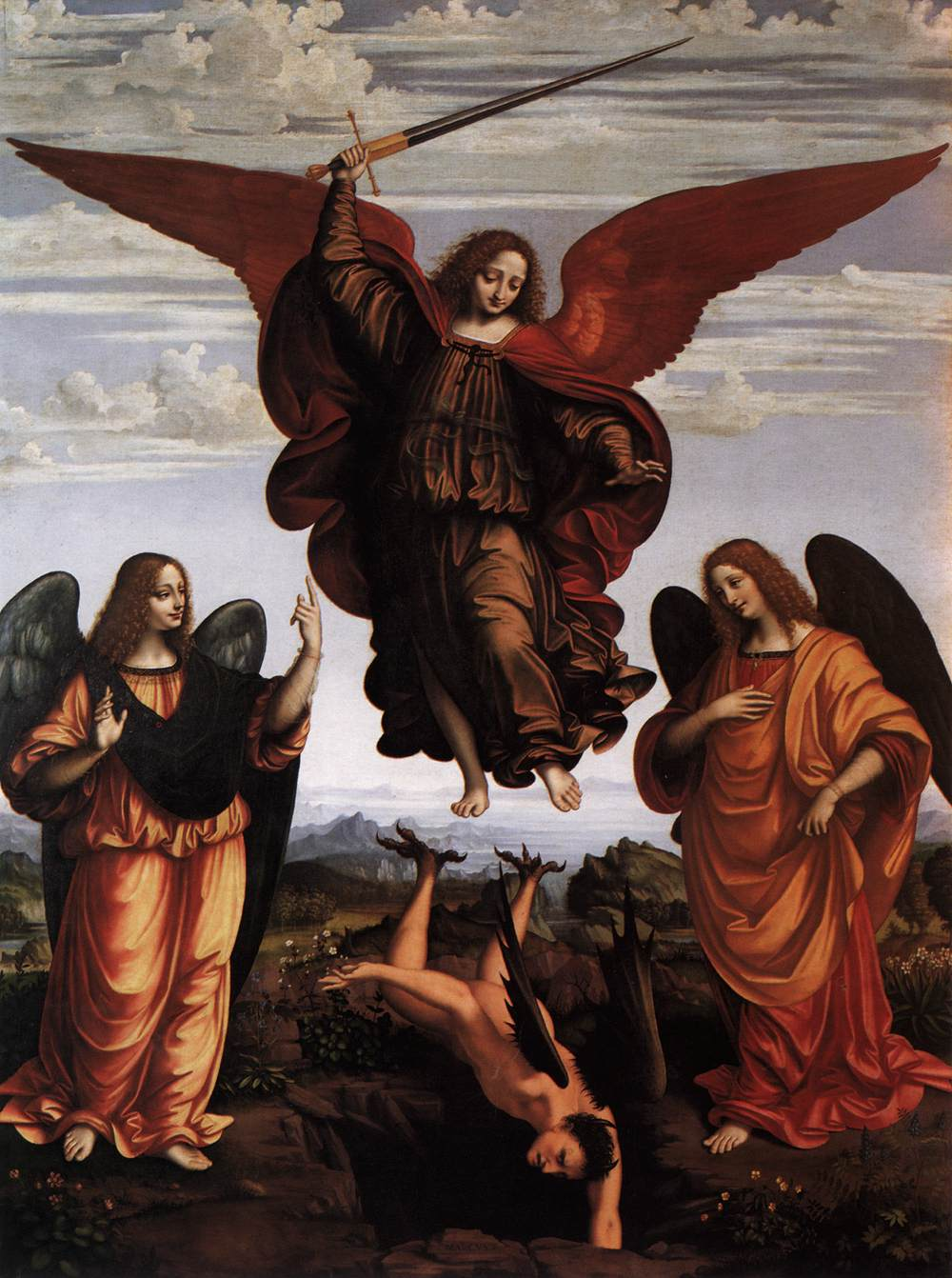
Santos Miguel, Gabriel e Rafael

- 01. Beata Isabel Cristina, virgem e mártir
- 02. Santo Emérico da Hungria
- 03. São Gregorio Magno, papa e doutor da Igreja – memória
- 04. Santa Rosália de Palermo, virgem
- 05. Santa Teresa de Calcutá, virgem
- 06. Santa Begga de Landen
- 07. Santa Regina, virgem e mártir
- 08. Natividade da Virgem Maria – festa
- 09. São Pedro Claver, presbítero
- 10. São Nicolau de Tolentino, presbítero
- 11. São João Gabriel Perboyre, presbítero e mártir
- 12. Santíssimo Nome de Maria
- 13. São João Crisóstomo, bispo e doutor da Igreja – memória
- 14. Exaltação da Santa Cruz – festa
- 15. Nossa Senhora das Dores – memória
- 16. Santos Cornélio, papa, e Cipriano, bispo, mártires – memória
- 17. Santa Hildegarda de Bingen, virgem e doutora da Igreja
- 18. São José de Cupertino, presbítero
- 19. Nossa Senhora de La Salette
- 20. Santos André Kim Taegon, presbítero, e companheiros, mártires – memória
- 21. São Mateus, apóstolo e evangelista – festa
- 22. São Maurício, mártir
- 23. São Pio de Pietrelcina, presbítero – memória
- 24. São Gerardo Sagredo, bispo
- 25. São Sérgio de Radonege, abade
- 26. Santos Cosme e Damião, mártires
- 27. São Vicente de Paulo, presbítero – memória
- 28. São Venceslau, mártir
- 29. Santos Miguel, Gabriel e Rafael, arcanjos – festa
- 30. São Jerônimo, presbítero e doutor da Igreja – memória

## Outubro

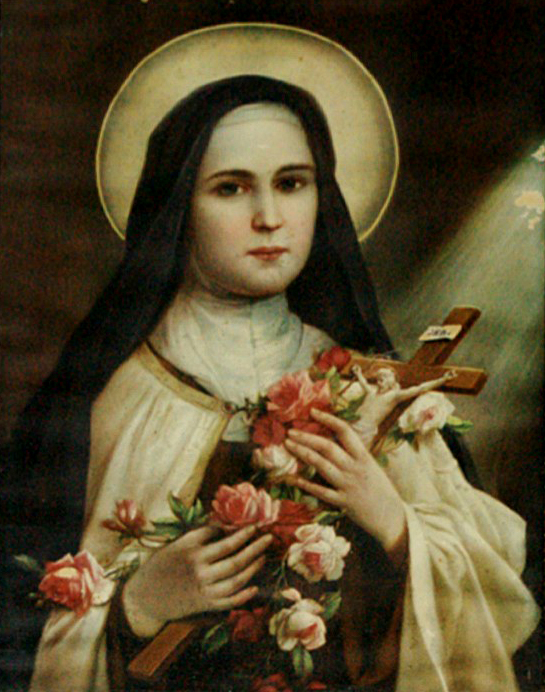
Santa Teresinha do Menino Jesus

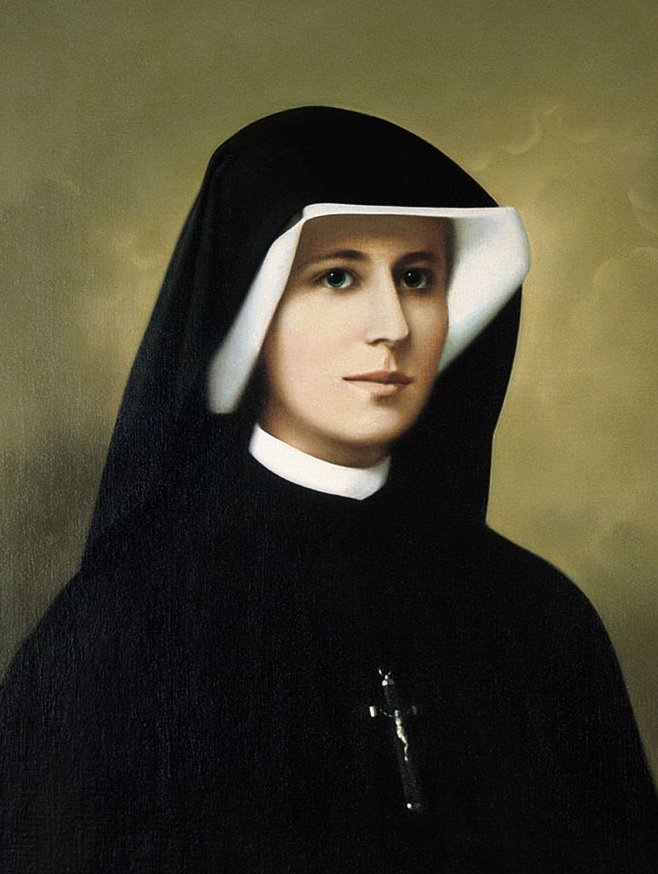
Santa Faustina Kowalska

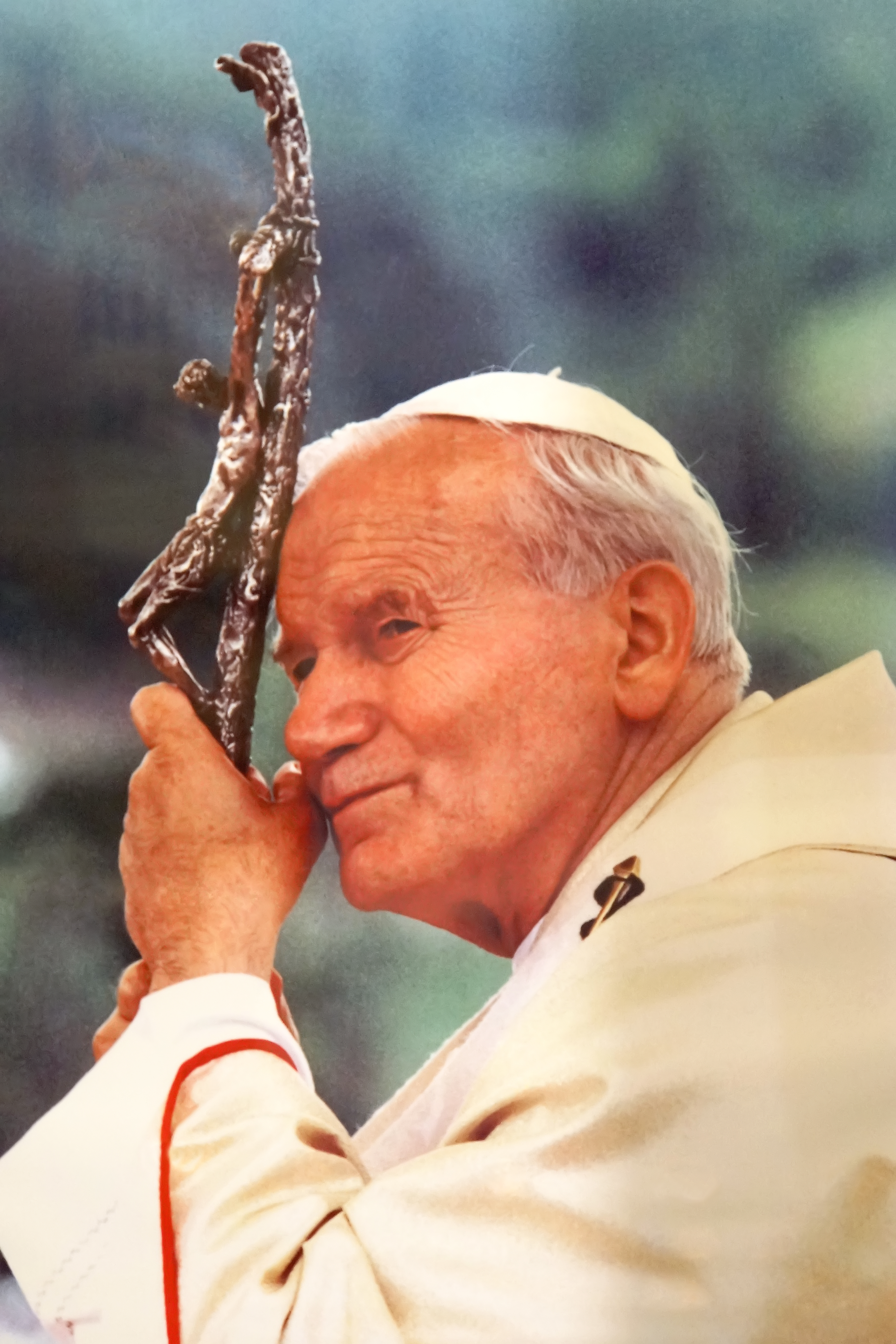
São João Paulo II

- 01. Santa Teresinha do Menino Jesus, virgem e doutora da Igreja  – memória
- 02. Santos Anjos da Guarda – memória
- 03. Santos André de Soveral e Ambrósio Francisco Ferro, presbíteros, Mateus Moreira, leigo, e companheiros, mártires
- 04. São Francisco de Assis – memória
- 05. Santa Faustina Kowalska, virgem
- 06. São Bruno, presbítero
- 07. Nossa Senhora do Rosário – memória
- 08. Santa Reparata, virgem e mártir
- 09. São John Henry Newman, bispo e doutor da Igreja
- 10. São Daniel Comboni, bispo
- 11. São João XXIII, papa – memória
- 12. Nossa Senhora Aparecida
- 13. Beata Alexandrina de Balazar, virgem
- 14. São Calisto I, papa e mártir
- 15. Santa Teresa de Jesus, virgem e doutor da Igreja – memória
- 16. Santa Margarida Maria Alacoque, virgem
- 17. Santo Inácio de Antioquia, bispo e mártir – memória
- 18. São Lucas, evangelista – festa
- 19. São Pedro de Alcântara, religioso[2]
- 20. Santa Madalena de Nagasaki, mártir
- 21. Santa Úrsula, virgem e mártir
- 22. São João Paulo II, papa
- 23. São João de Capistrano, presbítero
- 24. Santo Antônio Maria Claret, bispo
- 25. Santo Antônio de Sant'Ana Galvão
- 26. São José Gregorio Hernández
- 27. Santo Elesbão
- 28. Santos Simão e Judas, apóstolos – festa
- 29. Beata Chiara Luce Badano, virgem
- 30. São Marcelo, mártir
- 31. Santo Afonso Rodrigues, religioso

## Novembro
- 01. Todos os Santos – solenidade

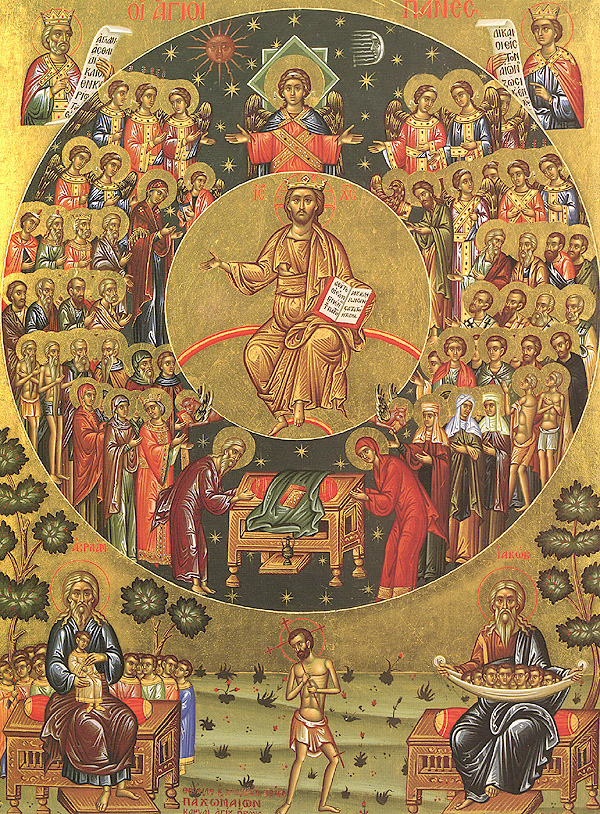
Todos os Santos

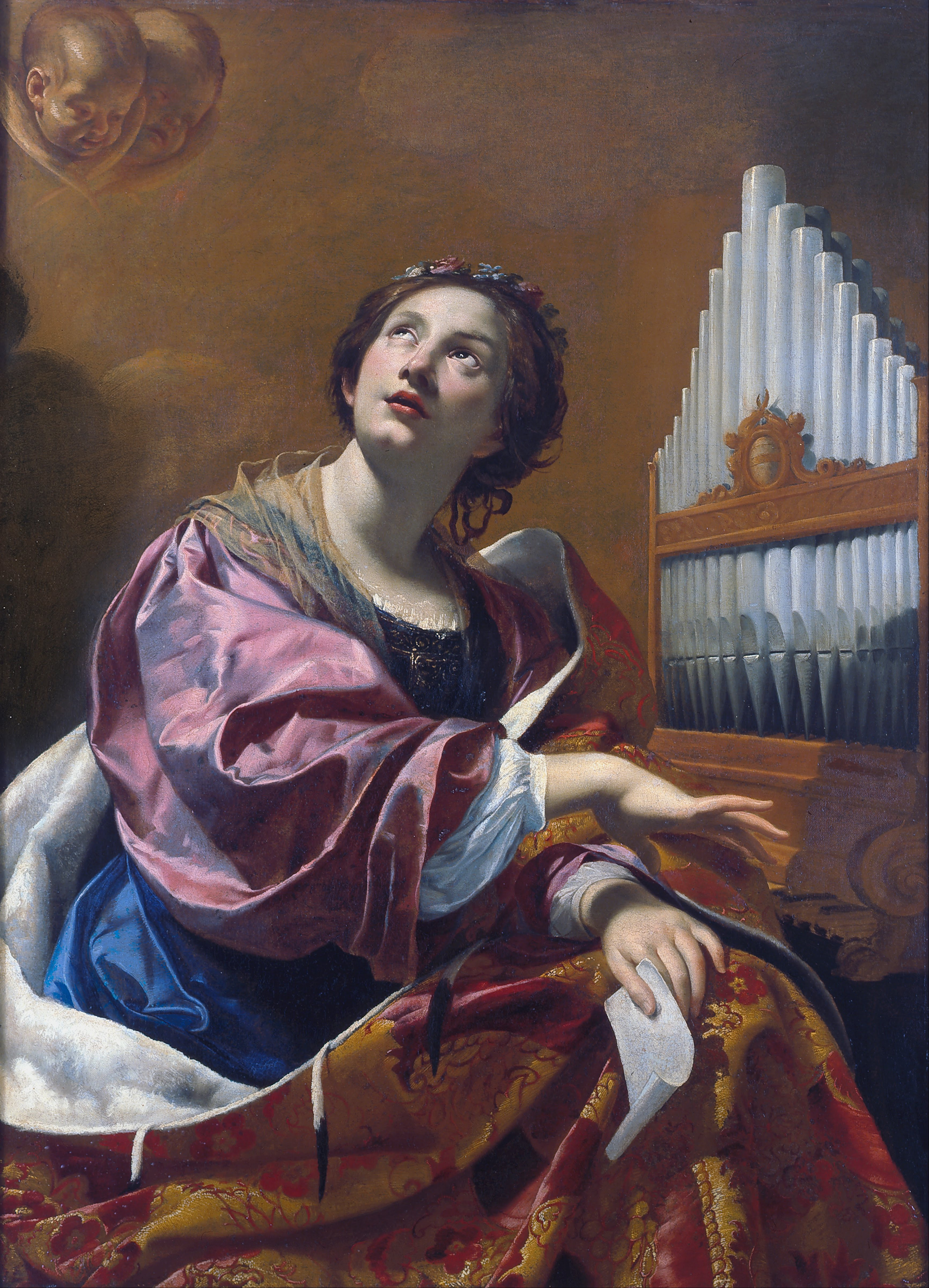
Santa Cecília

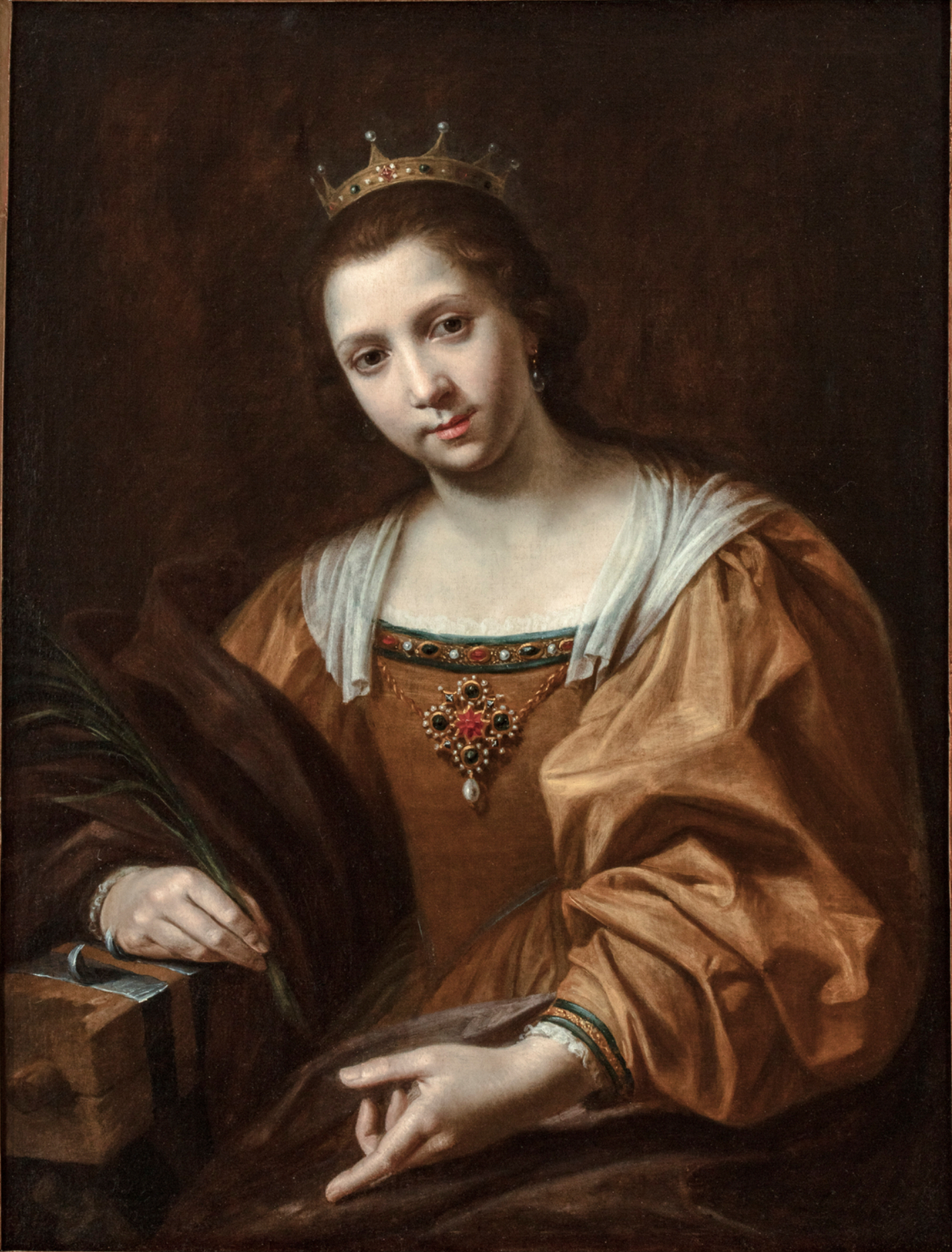
Santa Catarina de Alexandria

- 02. Todos os Fiéis Defuntos - comemoração
- 03. São Martinho de Porres, religioso
- 04. São Carlos Borromeu, bispo – memória
- 05. Santos Zacarias e Isabel
- 06. São Nuno Álvares Pereira
- 07. São Vilibrordo, bispo
- 08. Santa Isabel da Trindade, virgem
- 09. Dedicação da Basílica de Latrão – festa
- 10. São Leão Magno, papa e doutor da Igreja – memória
- 11. São Martinho de Tours, bispo – memória
- 12. São Josafá Kuncewicz, bispo e mártir
- 13. São Diogo de Alcalá, religioso
- 14. São Gregório Palamas, bispo
- 15. Santo Alberto Magno, bispo e doutor da Igreja
- 16. Santa Margarida da Escócia
- 17. Santa Isabel da Hungria, religiosa – memória
- 18. Dedicação das Basílicas dos Santos Pedro e Paulo, apóstolos
- 19. Santos Roque González, Afonso Rodrigues e João de Castilho, presbíteros e mártires
- 20. São Félix de Valois, eremita
- 21. Apresentação de Nossa Senhora – memória
- 22. Santa Cecília, virgem e mártir – memória
- 23. São Columbano, abade
- 24. Santos André Dung-Lac e companheiros, mártires – memória
- 25. Santa Catarina de Alexandria, virgem e mártir
- 26. São Leonardo de Porto Maurício, presbítero
- 27. Nossa Senhora das Graças
- 28. Santa Catarina Labouré, virgem
- 29. São Saturnino de Tolosa, bispo
- 30. Santo André, apóstolo – festa

## Dezembro

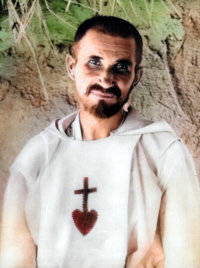
São Charles de Foucauld

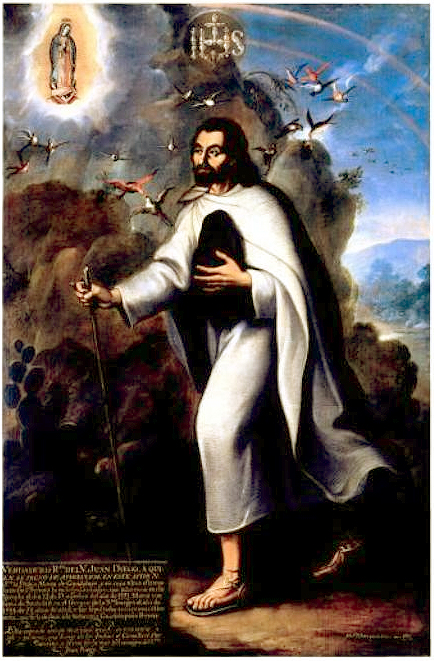
São Juan Diego

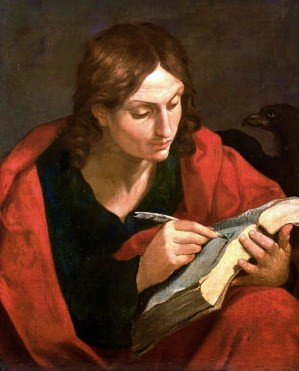
São João, o Evangelista

- 01. São Charles de Foucauld, eremita
- 02. São Silvério, papa
- 03. São Francisco Xavier, presbítero – memória
- 04. São João Damasceno, bispo e doutor da Igreja
- 05. São Savas, eremita
- 06. São Nicolau, bispo
- 07. Santo Ambrósio, bispo e doutor da Igreja – memória
- 08. Imaculada Conceição da Virgem Maria – solenidade
- 09. São Juan Diego
- 10. Nossa Senhora de Loreto
- 11. São Dâmaso I, papa
- 12. Nossa Senhora de Guadalupe
- 13. Santa Luzia, virgem e mártir
- 14. São João da Cruz
- 15. Santa Cristiana
- 16. Santa Adelaide
- 17. São Lázaro
- 18. São Malaquias
- 19. Santo Urbano V, papa
- 20. São Filógno, bispo
- 21. São Pedro Canísio, presbítero e doutor da Igreja
- 22. Santa Francisca Xavier Cabrini, virgem
- 23. São João Câncio, presbítero
- 24. Santa Paula Elisabete Cerioli, virgem
- 25. Natal do Senhor – solenidade
- 26. Santo Estêvão, o primeiro mártir – festa
- 27. São João, apóstolo e evangelista – festa
- 28. Santos Inocentes, mártires – festa
- 29. São Tomás Becket, bispo e mártir
- 30. São Rogério, bispo
- 31. São Silvestre I, papa

## Festas móveis

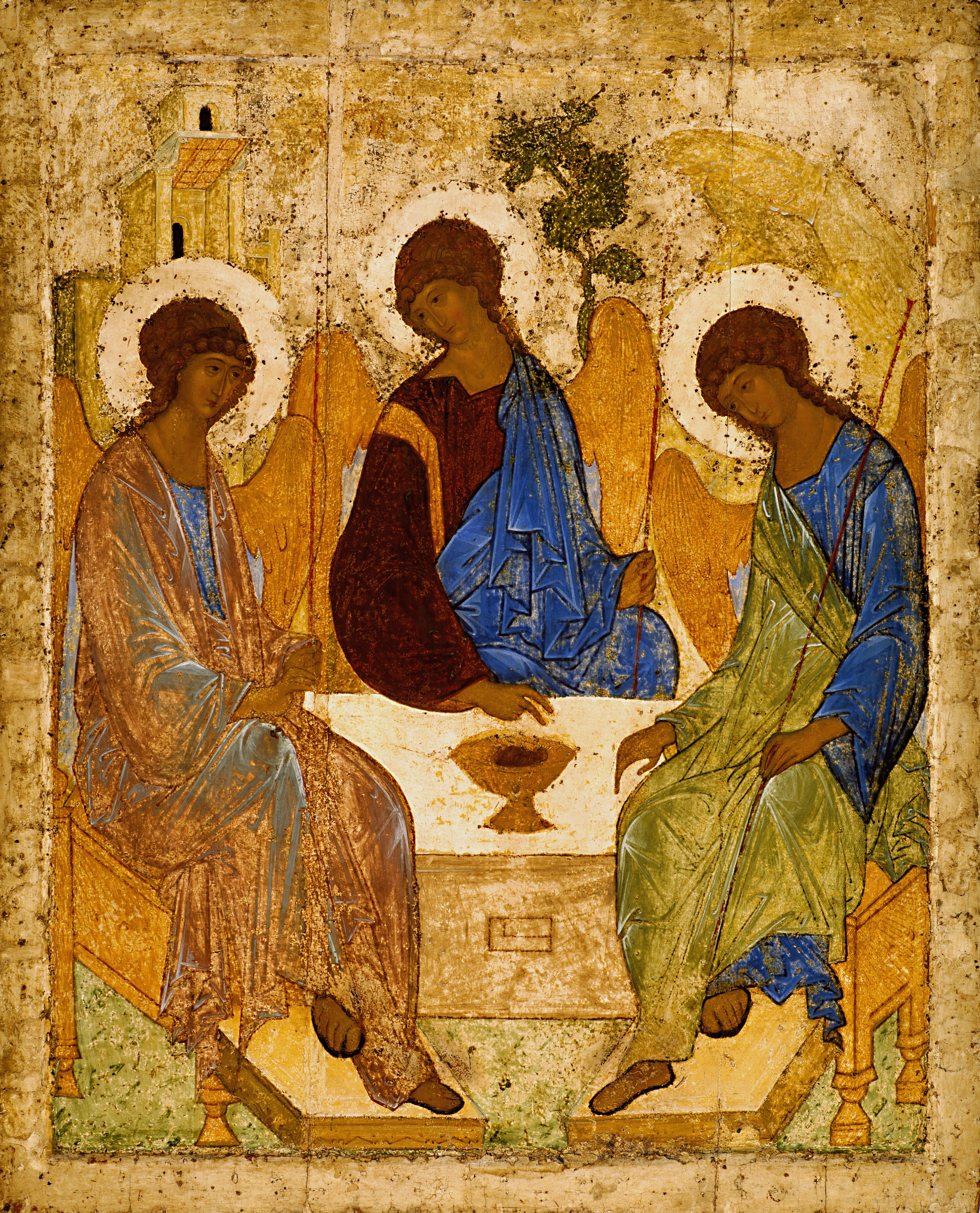
Santíssima Trindade

São exemplos de festas móveis: Cinzas, Páscoa, Divina Misericórdia, Ascensão, Pentecostes e Primeiro Domingo do Advento.

### Outros
- Domingo após 6 de janeiro (ou, se a Epifania celebra-se em 7 ou 8 de janeiro, na segunda-feira seguinte): Batismo do Senhor – festa
- Segunda-feira seguinte ao domingo de Pentecostes. Bem-aventurada Virgem Maria, Mãe da Igreja - memória
- Domingo seguinte ao de Pentecostes. Santíssima Trindade – solenidade
- Quinta-feira após a Santíssima Trindade. Corpus Christi – solenidade[3]
- Sexta-feira após o segundo domingo depois de Pentecostes. Sagrado Coração de Jesus – solenidade
- Sábado após o segundo domingo depois de Pentecostes. Imaculado Coração de Maria – memória[4]
- Último domingo do Tempo ordinário (o último antes do 27 de novembro). Nosso Senhor Jesus Cristo, Rei do Universo – solenidade
- Domingo na oitava do Natal ou, se não houver, 30 de dezembro. Sagrada Família de Jesus, Maria e José – festa